# Vassily Smyslov
Vassily Vassilievitch Smyslov (en russe : Василий Васильевич Смыслов), né le 24 mars 1921 à Moscou (Russie) et mort le 27 mars 2010 dans cette même ville, est un joueur d'échecs soviétique puis russe.
Devenu grand maître international lors de la création du titre en 1950, il devient champion du monde d’échecs de 1957 à 1958. Il était également un brillant chanteur d'opéra de type baryton.
Smyslov a été candidat au championnat du monde à sept reprises (en 1950, 1953, 1956, 1959, 1965, 1983-1984 et 1985) et disputa quatre finales du championnat du monde (en 1948, 1954, 1957 et 1958). Après avoir terminé deuxième du tournoi pour le titre mondial de 1948, il fit match nul avec le champion du monde d'échecs Mikhaïl Botvinnik en 1954, puis devint champion du monde en remportant le match de 1957. Il détint le titre mondial un an, perdant le match revanche contre Botvinnik.
Smyslov finit deux fois premier ex æquo du championnat d'URSS (en 1949 et 1955). De 1952 à 1972, il remporta dix-sept médailles individuelles ou par équipes (dont treize en or), lors des neuf olympiades qu'il disputa avec l'équipe d'URSS, devenant le joueur le plus titré de l'histoire des olympiades. Il était toujours actif à soixante ans, se qualifiant pour la finale du tournoi des candidats de 1983.
Doté d'un style de jeu positionnel, Smyslov était un expert des finales ; c'était aussi un compositeur de talent et un théoricien reconnu.

## Biographie et carrière

### Champion d'URSS junior et champion de Moscou (1938)
Vassili Smyslov naquit à Moscou le 24 mars 1921, dix ans après Mikhaïl Botvinnik. Son père était un ingénieur et un joueur d'échecs expérimenté qui avait battu Alexandre Alekhine, alors âgé de vingt ans, à Saint-Pétersbourg en 1912. Vassili apprit les règles du jeu d'échecs à six ans. Il commença à participer à des tournois de sélection à quatorze ans. En 1935, il débuta avec le grade de joueur de troisième catégorie. En 1936, il entra dans le tournoi des joueurs de deuxième catégorie, et à l'automne de la même année (1936), celui de première catégorie. Smyslov s'entraînait dans le palais de pionniers.
En 1938, Smyslov remporta le championnat d'URSS junior et le tournoi national des joueurs de première catégorie disputé à Gorki. La même année, il participa au match de départage pour la première place du championnat de Moscou. Puis il participa régulièrement aux championnats d'URSS : il finit deuxième en 1944. En 1945, il occupe le deuxième échiquier de l'équipe soviétique lors du match disputé par radio contre les États-Unis : il bat un candidat au titre mondial Samuel Reshevsky par 2 à 0.

### Champion d'URSS et vice-champion du monde (1948-1949)
Après 1945, les performances de Smyslov sont remarquables mais il est toujours classé derrière Mikhail Botvinnik : troisième à Groningue en 1946, Smyslov est considéré comme un candidat au titre mondial après la mort d'Alexandre Alekhine en 1946. 
Smyslov fut deuxième au championnat du monde 1948 qui vit la victoire de Mikhaïl Botvinnik. Ils devançaient Kéres, Reshevsky et l'ancien champion du monde Euwe. L'année suivante,
en 1949, il remporta le championnat d'URSS, ex æquo avec David Bronstein, la nouvelle étoile des échecs soviétiques.

### Prétendant au championnat du monde (1950-1956)
La Fédération internationale des échecs organisait, après 1948, un match tous les trois ans entre le champion du monde et son challenger. Pour être candidat, il fallait être qualifié successivement au tournoi zonal (l'URSS constituait une seule zone qui qualifiait quatre joueurs), au tournoi interzonal (un tournoi de niveau mondial puis deux ou trois tournois dans les années 1970 et 1980), puis au tournoi des candidats : un tournoi en double ou quadruple ronde jusqu'en 1962 ou, à partir de 1965, une série de matchs des candidats à élimination directe où se rencontraient les huit meilleurs joueurs.
En  1950, Smyslov fut devancé par David Bronstein et Isaac Boleslavski lors du tournoi des candidats de Budapest. Lors du cycle suivant, il remporta le tournoi de Zurich en 1953, obtenant le droit d'affronter le champion du monde.
Smyslov put tenter sa chance contre le champion du monde en 1954 : après un match intense, les deux hommes se séparent par un match nul 12-12 (7+ 7- 10=) qui permit à Botvinnik de garder son titre. 
En 1956, il remporta le tournoi des candidats d'Amsterdam. Entre-temps, il termina premier du championnat d'URSS en 1955 mais perdit en match de barrage contre Efim Geller 4 à 3.

### Champion du monde (1957-1958)

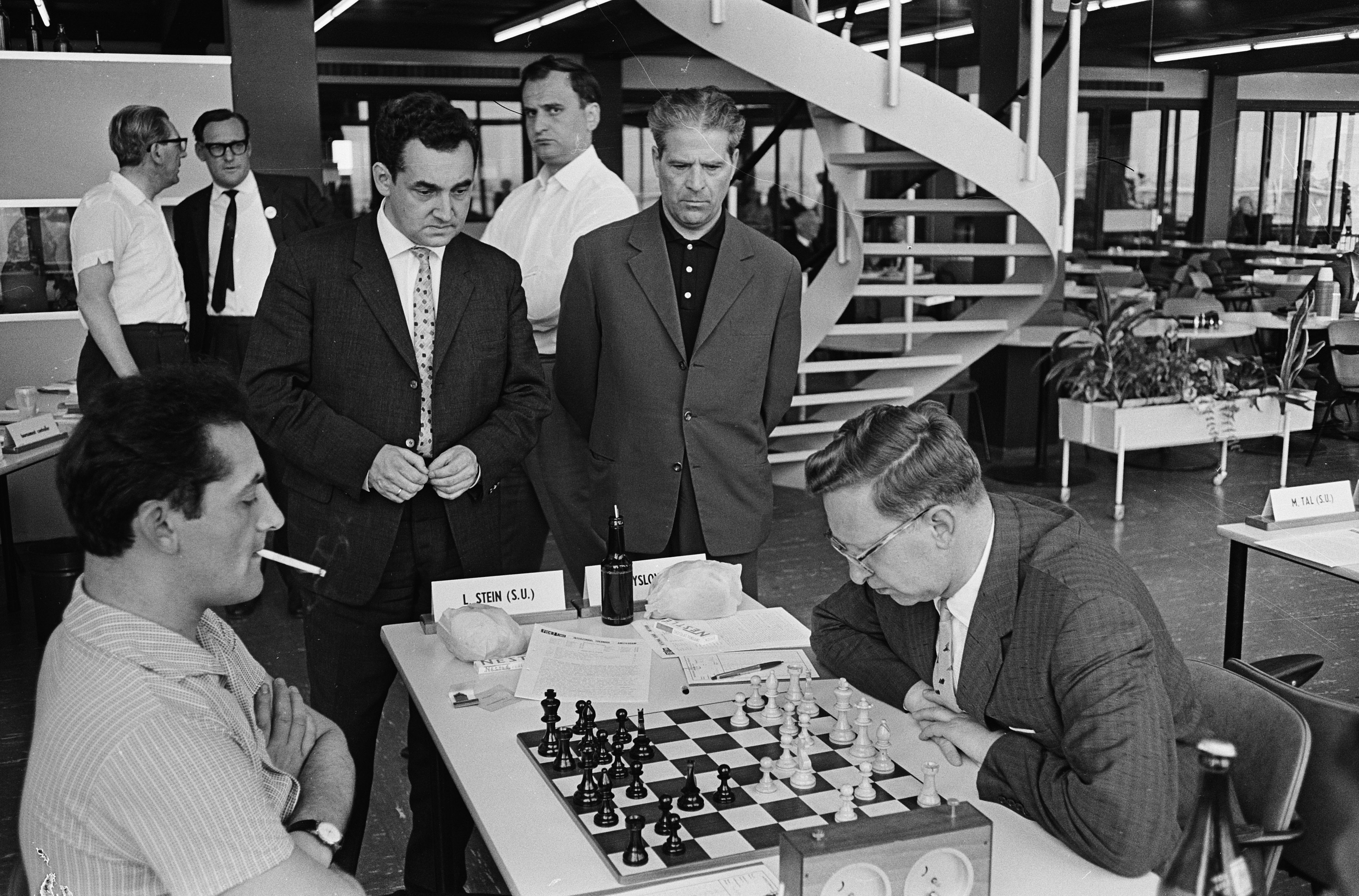
Smyslov (assis à droite) au tournoi interzonal de 1964. Leonid Stein est son adversaire.

En 1957, Smyslov affronta à nouveau Botvinnik à Moscou et l'emporta 12,5 à 9,5 (+6 –3 =13).
Smyslov ayant vaincu Botvinnik, le champion battu pouvait demander un match revanche l'année suivante. Ce que fit Botvinnik, qui regagna son titre par 12,5 à 10,5 (7 victoires à 5). Smyslov devint aussi président de la puissante Fédération soviétique des échecs, mais ses nouvelles fonctions l'accaparèrent.

### Les tentatives de reconquête du titre mondial (1959-1993)

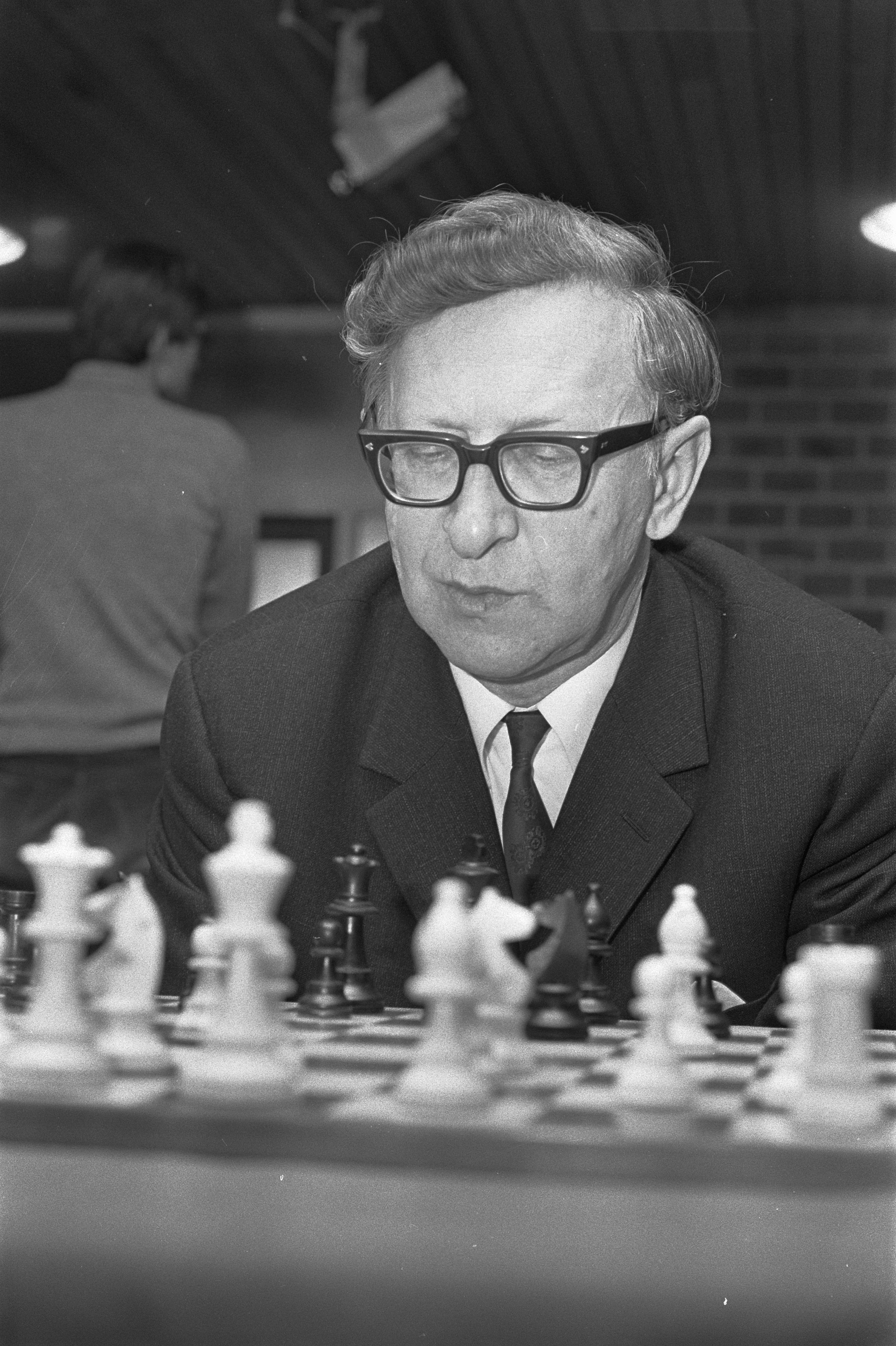
Smyslov en 1972

En 1959, il participa au Tournoi des candidats disputé en Yougoslavie mais il ne fut jamais vraiment en course pour se qualifier et laissa Mikhaïl Tal remporter le tournoi.
Les années qui suivent sont marquées par le contraste entre les bons résultats aux tournois internationaux (victoires à Mar del Plata, La Havane ou Monaco notamment) et les échecs aux championnats soviétiques, réputés pour être plus forts que les premiers. En 1961, il fut éliminé lors du championnat d'URSS de février qui était un tournoi zonal qualificatif pour le tournoi interzonal de 1962.
En 1964, Smyslov parvint à redevenir à nouveau candidat en remportant avec Spassky, Tal et Larsen le tournoi interzonal d'Amsterdam. Mais, en 1965, il est éliminé en match lors du premier tour contre Efim Geller, 5,5 à 2,5. En 1966-1967, il fut éliminé lors du championnat d'URSS qui était aussi un tournoi zonal. En 1970, il ne parvint pas à se qualifier lors du tournoi interzonal disputé à Palma de Majorque et remporté par Bobby Fischer. En 1973, à Petropolis, il termina cinquième alors que seulement trois joueurs étaient qualifiés pour le tournoi des candidats. Lors du cycle suivant, en 1976, il finit 5e-7e du tournoi interzonal de Bienne remporté par Bent Larsen. En 1978, il fut éliminé lors du tournoi zonal disputé en URSS.
Smyslov joua à un très haut niveau jusqu'à un âge avancé. Il termina deuxième du tournoi interzonal de Las Palmas 1982. En 1983, il disputa le tournoi des candidats. En quart de finale, il affrontait l'Allemand Robert Hübner lors d'un match en dix parties qui se termina sur la marque de 5 à 5 (une victoire pour chaque joueur et huit nulles). Les joueurs disputèrent quatre parties supplémentaires de départages qui se terminèrent par l'égalité. Un tirage au sort était prévu pour départager les deux joueurs. Il fut décidé d'aller au casino de Bad Kissingen, la ville où avait lieu le match, et on utilisa la roulette du casino. Smyslov, qui avait choisi le rouge remporta le tirage au sort et se qualifia pour les demi-finales,. Il parvint en finale des candidats en battant Zoltan Ribli en demi-finale sur le score de 6,5 à 4,5. En finale, il perdit contre Garry Kasparov à Vilnius en 1984 (0 victoire, 4 défaites et 9 parties nulles).
En 1985, il finit 8e-9e du tournoi des candidats de Montpellier, avec la moitié des points.
Lors des tournois interzonaux de 1987 (à Subotica), de 1990 (à Manille) et de 1993 à Bienne, il fut éliminé de la course au titre mondial.

### Champion du monde senior (1991)

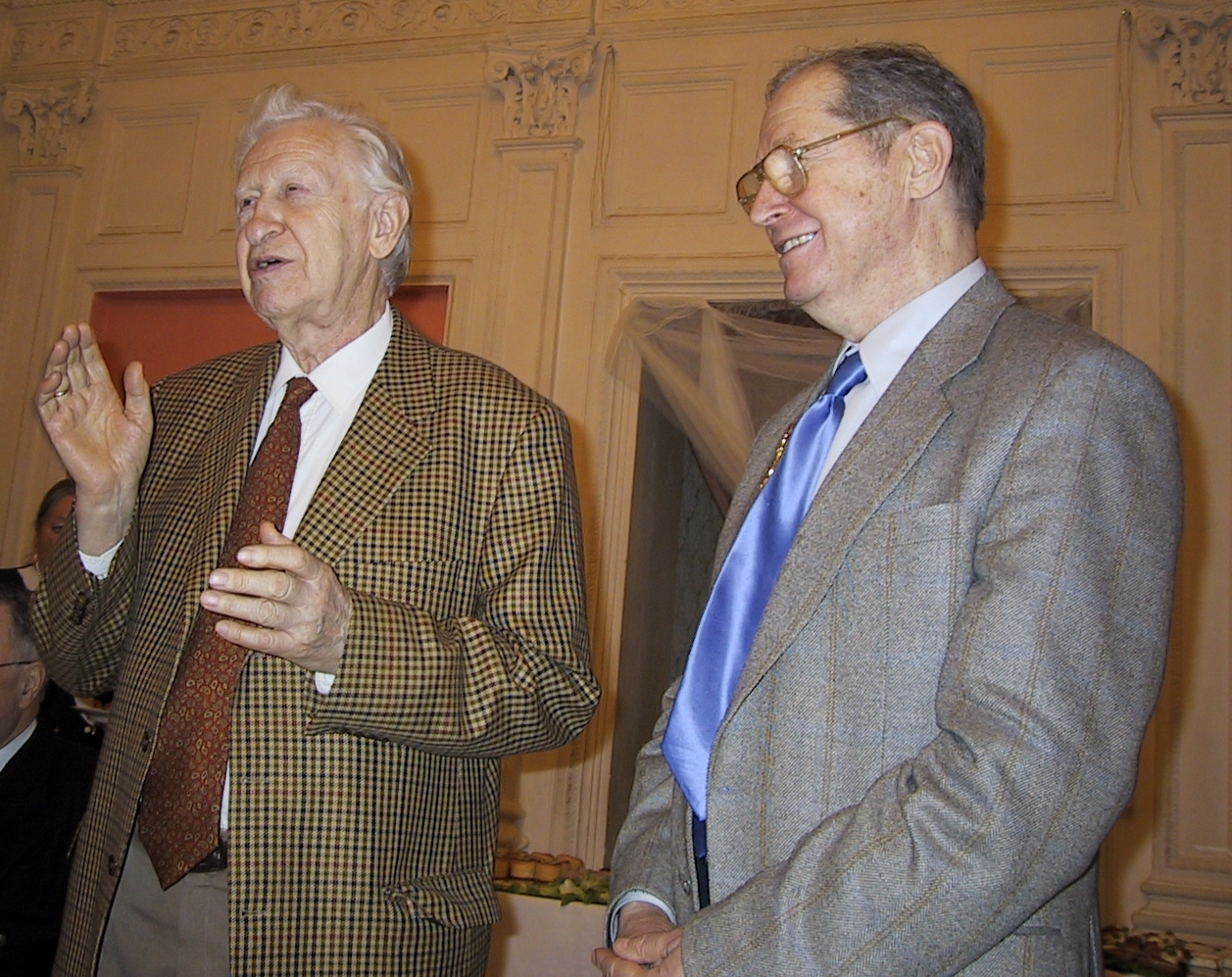
Smyslov et Youri Averbakh en 2002.

Smyslov fut ensuite encore champion du monde, mais des vétérans en 1991. Il est seul champion du monde à avoir disputé ce titre créé au début des années 1990. À plus de 70 ans, Smyslov était encore actif, participant régulièrement aux confrontations entre les vétérans et les femmes.

### Compétitions internationales par équipes
Smyslov a participé à neuf olympiades d'échecs (en 1952, 1954, 1956, 1958, 1960, 1962, 1964, 1970 et 1972), remportant neuf médailles d'or par équipes et huit médailles individuelles (quatre en or, deux en argent et deux en bronze) ; il détient le record du nombre de médailles remportées par un joueur.
Il a également participé à cinq championnats d'Europe par équipes (1957, 1961, 1965, 1970 et 1973), remportant à chaque fois une médaille d'or individuelle et la médaille d'or par équipes.

## Palmarès
Source principale : Smyslov's Best Games, deux tomes, Publishing house Moravian Chess, Olomouc, 2003.

### 1938-1947: champion de Moscou
En 1939, Smyslov termina 12e-13e ex æquo avec Paul Keres d'un tournoi international disputé à Moscou et Léningrad, et remporté par Flohr devant Reshevsky, Levenfisch, Lilienthal, Makogonov et Ragozine. Il marqua 8 points sur 17 (+ 4 –5 =8). En 1945, il finit 10e-11e du championnat d'URSS à Moscou avec 8,5 / 17 (+6 -6 =5).
| Année                                                | Vainqueur | Deuxième à quatrième |
| ---------------------------------------------------- | --- | --- |
| 1938                                                 | Championnat d'URSS junior (Léningrad) : 8 / 10 (+7 -1 =2)Championnat d'URSS des joueurs de 1re catégorie Gorki (1er-3e) : 10 / 13 (+8 -1 =4) (ex æquo avec Stolberg et Oufimtsev)Championnat de Moscou (1er-2e) : 12,5 / 17 (+10 -2 =5) (ex æquo avec Belavenets) | |
| 1939                                                 | | Championnat de Moscou (2e-3e) : 9 / 13 (+7 -2 =4) (tournoi remporté par Lilienthal devant Panov) |
| 1940                                                 | | Championnat d'URSS (Moscou) (3e) : 13 / 19 (+8 -1 =10) (tournoi remporté par Lilienthal et Bondarevski) |
| 1941                                                 | | Championnat absolu d'URSS (3e) : 10 / 20 (+4 -4 =12) (Moscou, tournoi remporté par Botvinnik devant Kéres) |
| 1942                                                 | Championnat de Moscou : 12 / 15 (+10 -1 =4) | Kouïbychev (2e après Boleslavski) : 8 / 11 (+7 -2 =2) |
| 1943                                                 | | Sverdlovsk (3e-4e) : 8 / 14 (+5 -3 =6) (tournoi remporté par Botvinnik devant Makogonov et Kan) |
| 1943-1944                                            | 1943-1944 | Championnat de Moscou (2e après Botvinnik) : 11,5 / 16 (+7 =9) |
| 1944                                                 | | Championnat d'URSS (2e après Botvinnik) : 10,5 / 16 (+8 -3 =5) |
| 1944-1945 : Championnat de Moscou : 13 / 16 (+10 =6) | | |
| 1945                                                 | Match radio URSS - États-Unis contre Reshevsky (2-0) | |
| 1946                                                 | (Moscou) Match URSS - États-Unis contre Denker : 2-0 Match radio URSS - Grande-Bretagne contre König (2-0) | Match-tournoi Moscou-Prague (3e) : 9,5 / 12 (+7 -1 =4)Championnat de Moscou (3e-6e) : 8,5 / 15 (+7 -5 =3) (victoire de Bronstein devant Simaguine)Tournoi de Groningue (3e) : 12,5 / 19 (+7 -1 =11) (victoire de Botvinnik devant Euwe)                                                    |
| 1947                                                 | | Varsovie (2e-5e après Gligoric) : 6 / 9 (+4 -1 =4)Championnat d'URSS (3e-4e) : 12 / 19 (+7 -2 =10) (Léningrad, victoire de Kéres devant Boleslavski et Bondarevski)Pärnu (entrainement) (4e-6e) : 8 / 13 (+4 -1 =8) (victoire de Kéres devant Kotov, Lilienthal, Boleslavski et Bronstein) |

### 1947-1956: champion d'URSS et vice-champion du monde
En 1948, Smyslov termina deuxième du championnat du monde. L'année suivante il remporta le championnat d'URSS.
| Année | Vainqueur ou ex æquo | Deuxième à septième |
| ----- | --- | --- |
| 1947  | | Mémorial Tchigorine (Moscou) (3e-4e) : 10 / 15 (+6 -1 =8) (victoire de Botvinnik devant Ragozine et Boleslavski) |
| 1948  | | Championnat du monde (2e) : 11 / 20 (+6 -4 =10) (La Haye et Moscou, tournoi remporté par Botvinnik) |
| 1949  | Budapest, : 12,5 / 16 (+10 -1 =5) (ex æquo avec Kotov)Championnat d'URSS (1er-2e) : 13 / 19 (9 -2 =8) (Moscou, ex æquo avec Bronstein) | |
| 1950  | | Championnat d'URSS (5e-6e) : 10 / 17 (+6 -3 =8) (Moscou, victoire de Keres devant Aronine, Lipnitski et Tolouch)Venise (2e derrière Kotov) : 12 / 15 (+9 =6) Tournoi des candidats (Budapest) (3e) : 10 / 18 (+5 -3 =10) (tournoi remporté par Boleslavski et Bronstein)                                              |
| 1951  | Léningrad : 13,5 / 18 (+9 =9) (demi-finale du championnat d'URSS 1951)Mémorial Tchigorine (Léningrad) : 10 / 13 (+7 =6)                | Championnat d'URSS (Moscou) (4e) : 11 / 17 (+9 -4 =4) (tournoi remporté par Kéres devant Petrossian et Geller) |
| 1952  | Olympiade de Helsinki (2e échiquier) : 10,5 / 13 (+8 =5)                                                                               | Championnat d'URSS (Moscou) (7e-9e) : 10,5 / 19 (+6 -4 =9) (victoire de Botvinnik devant Taïmanov, Geller, Boleslavski et Tolouch)Mémorial Maroczy (Budapest) (3e-5e) : 11 / 17 (+8 -3 =6) (victoire de Kéres devant Geller, Botvinnik et Stahlberg)Gagra–Voronovo (tournoi d'entrainement) (2e) : 4,5 / 8 (+3 -2 =3) |
| 1953  | Gagra (entrainement) : 6,5 / 9 (+5 -1 =3)Tournoi des candidats (Zurich) : 18 / 28 (+9 -1 =18)                                          | Bucarest (3e) : 12,5 / 19 (+7 -1 =11) (tournoi remporté par Tolouch devant Petrossian) |
| 1954  | Championnat du monde contre Botvinnik : 12-12 (+7 -7 =10)1954-1955 : Hastings : 7 / 9 (+5 =4) (ex æquo avec Keres)                     | Olympiade d'Amsterdam (3e au 2e échiquier) : 9 / 12 (+6 =6) |
| 1955  | Zagreb : 14,5 / 19 (+10 =9)(Moscou) Match URSS—États-Unis contre Bisguier : 2-0                                                        | Championnat d'URSS (1er-2e) (Moscou) : 12 / 19 (+7 -2 =10) (Moscou) Match de départage contre Geller : 3–4 (+0 -1 =6) |
| 1956  | Tournoi des candidats (Amsterdam) : 11,5 / 18 (+6 -1 =11)Mémorial Alekhine (ex æquo avec Botvinnik) (Moscou) : 11 / 15 (+7 =8)         | Olympiade de Moscou (4e au 2e échiquier) : 8,5 / 13 (+5 -1 =7) |

### 1957-1966: champion du monde
En 1957, Smyslov battit Botvinnik lors du championnat du monde, mais il ne conserva le titre qu'un an et n'occupa que le deuxième échiquier dans l'équipe d'URSS qui remporta l'olympiade de 1958 à Munich. De 1963 à 1966, il remporta huit tournois internationaux individuels consécutifs : Moscou (tournoi international du club central de Moscou), Stockholm, Amsterdam (interzonal), La Havane (mémorial Capablanca) deux fois de suite (1964 et 1965), Santiago, Mar del Plata (en 1966) et Polanica-Zdroj (mémorial Rubinstein, en 1966 ainsi qu'en 1968).
| Année | Vainqueur | Deuxième à dixième |
| ----- | --- | --- |
| 1957  | Championnat du monde contre Botvinnik (Moscou) : 12,5–9,5 (+6 -3 =13) | |
| 1958  | | Championnat du monde contre Botvinnik (match revanche à Moscou) : 10,5–12,5 (+5 -7 =11)Olympiade de Munich (2e au 2e échiquier) : 9,5 / 12 (+7 =5) |
| 1959  | Moscou (1er-3e) : 7 / 11 (+3 =8) (ex æquo avec Bronstein et Spassky) | Spartakiade d'URSS (Moscou) : 6 / 7Tournoi des candidats (Yougoslavie) (4e) : 15 / 28 (+9 -7 =12) (tournoi remporté par Tal devant Keres et Petrossian) |
| 1960  | Olympiade de Leipzig (1re réserve) : 11,5 / 13 (+10 =3) Moscou : 7 / 11 (+3 =8) (ex æquo avec Kholmov) | Championnat d'URSS (Léningrad) (7e-8e) : 10,5 / 19 (+3 -1 =15) (victoire de Kortchnoï devant Petrossian et Geller)Championnat d'URSS par équipes : 3,5 / 5 |
| 1961  | Moscou : 7,5 / 11 (+4 =7) (ex æquo avec Vassioukov) (devant Olafsson, Aronine, Portisch et Bronstein)Championnat d'Europe par équipes (5e échiquier) (Oberhausen) : 8 / 9 (+7 =2)Championnat d'URSS par équipes (1er-3e) : 3 / 5              | Championnat d'URSS (Moscou) (5e-6e) : 11 / 19 (+5 -2 =12) (février 1961, tournoi zonal remporté par Petrossian)Dortmund (2e-3e derrière Taïmanov) : 7 / 11 (+4 -1 =6)Championnat d'URSS (Bakou) (8e-11e) 11 / 20 (+6 -4 =10) (novembre-décembre 1961, tournoi remporté par Spassky) |
| 1962  | | Mar del Plata (2e-3e derrière Polougaïevski) : 9,5 / 15 (+5 -1 =9)La Havane (4e-5e) : 15,5 / 21 (+10 =11) (mémorial Capablanca, victoire de Najdorf) |
| 1963  | Moscou : 11,5 / 15 (+8 =7) (tournoi remporté devant Tal et Gligoric) | 1962-1963 : Hastings (3e après Gligoric et Kotov) : 6 / 9 (+3 =6)Sotchi (2e derrière Polougaïevski) : 7 / 11 (+4 -1 =6) (mémorial Tchigorine) |
| 1964  | 1963-1964 : Stockholm : 7,5 / 8 (+7 =1)Tournoi interzonal (Amsterdam) : 17 / 23 (+11 =12) (ex æquo avec Larsen, Spassky et Tal)La Havane : 16 / 21 (+11 =10) (ex æquo avec Uhlmann)Olympiade de Tel Aviv (3e échiquier) : 11 / 13 (+10 -1 =2) | Championnat d'URSS par équipes (5e-6e) : 2 / 6 (+1 −3 =2) (Moscou, victoire de Botvinnik et Tal devant Geller et Petrossian) |
| 1965  | Hambourg (4e échiquier) : 6 / 9 (+3 =6)La Havane : 15,5 / 21 (+13 -3 =5) (mémorial Capablanca remporté devant Fischer, Geller et Ivkov)Santiago du Chili (devant Geller) : 11 / 13 (+9 =4)                                                    | Quart de finale des candidats : match perdu contre Geller (+0 -3 =5) |
| 1966  | Mar del Plata (devant Stein et Portisch) : 11 / 15 (+7 =8)Polanica-Zdrój (mém. Rubinstein, devant Lengyel) : 11 / 14 (+8 =6) | Championnat d'URSS (10e-12e) : 10 / 20 (Tbilissi, tournoi zonal remporté par Stein devant Geller) |

### 1967-1975
De 1966 à 1979, dans la lutte pour le championnat du monde, Smyslov ne dépassa pas le stade des tournois interzonaux. En 1973, il finit 15e-16e sur 18 joueurs dans le championnat d'URSS et fut relégué l'année suivante (1974) dans le championnat de première ligue (la division inférieure) du championnat d'URSS.
| Année | Vainqueur | Deuxième à huitième |
| ----- | --- | --- |
| 1967  | Tournoi du Conseil de Moscou : 8 / 11 (+5 =6) (ex æquo avec Polougaïevski) | Monte-Carlo (2e derrière Fischer) : 6,5 / 10 (+4 -1 =5)Moscou (2e-5e après Stein) : 10 / 17 (+4 -1 =12) La Havane (3e) : 13 / 19 (+8 -1 =10) (mémorial Capablanca remporté par Larsen devant Taïmanov)Palma de Majorque (2e-3e) : 12,5 / 17 (+9 -1 =7) (tournoi remporté par Larsen devant Botvinnik) |
| 1968  | Olympiade de Lugano : 11 / 12 (+10 =2)Polanica Zdroj : 11,5 / 15 (+9 -1 =5)1968-1969 : Hastings : 8,5 / 11 (+7 -1 =3)                                                                                           | Monte-Carlo (3e-4e) : 8,5 / 13 (+4 =9) (tournoi remporté par Larsen devant Botvinnik et Hort) |
| 1969  | Monte Carlo (1er-2e) : 8 / 11 (+5 =6) (ex æquo avec Portisch) | Skopje (3e-5e après Hort et Matulovic) : 12,5 / 15 (+5 =10)Championnat d'URSS (Moscou, 3e-5e) : 13,5 / 22 (+6 -1 =15) (victoire de Petrossian devant Polougaïevski) |
| 1970  | Match URSS - Reste du monde (6e échiquier) (Belgrade) Partie contre Olafsson : 1-0 Parties contre Reshevsky : 1,5–1,5 (+1 −1 =1) Championnat d'Europe par équipes (5e échiquier à Kapfenberg) : 5,5 / 6 (+5 =1) | Hastings 1969-1970 (4e) : 5,5 / 9 (+3 -1 =5) (victoire de Portisch devant Unzicker et Gligoric)Rovinj et Zagreb (2e-5e derrière Fischer) : 11 / 17 (+6 -1 =10)Olympiade de Siegen (3e au 5e échiquier) : 8 / 11 (+5 =6)Buenos Aires (7e) : 9 / 17 (+1 =16) (victoire de Fischer devant Toukmakov) Tournoi interzonal (Palma de Majorque) (7e-8e) : 13,5 / 23 (+7 -3 =13) (victoire de Fischer devant Larsen, Geller, Hübner, Taïmanov et Uhlmann) |
| 1971  | (Portorož) Match contre Portisch : 3–3 (+1 -1 =4) (départage pour la 7e place de l'interzonal) Amsterdam (tournoi IBM) : 10 / 15 (+5 =10)                                                                       | Championnat d'URSS (Léningrad) (2e-3e) : 10 / 15 (+5 =10) (tournoi remporté par Savon devant Tal)Mémorial Alekhine (Moscou) (3e) : 10,5 / 17 (+4 =13) (tournoi remporté par Stein et Karpov) |
| 1972  | Olympiade d'URSS (Moscou) : 6 / 8 (+4 =4) | Wijk aan Zee (5e-6e) : 8 / 15 (+3 -2 =10) (victoire de Portisch)Las Palmas (2e-3e après Portisch) : 11 / 15 (+8 -1 =6)Olympiade de Skopje (3e au 3e éch.) : 11 / 14 (+8 =6) |
| 1973  | Cienfuegos : 16,5 / 21 (+12 =9) (mémorial Capablanca) | Interzonal de Petropolis (5e) : 11 / 17 (+7 -2 =8) (victoire de Mecking) |
| 1974  | Reykjavik : 12 / 14 (+10 =4) | Sotchi (4e-6e) : 8,5 / 15 (+4 -2 =9) (victoire de Polougaïevski)Venise (2e derrière Liberzon) : 9 / 14 (+5 =8) Championnat d'URSS, 1re ligue (Odessa, 5e-6e) : 10,5 / 17 (+6 -3 =8) (victoire de Romanichine devant Dvoretski, Koupreïtchik et Tsechkovski |
| 1975  | Szolnok : 9,5 / 14 (+5 =9) | Teeside (2e derrière Geller) : 8,5 / 14 (+4 -1 =9) |

### 1976-1987: finaliste des candidats
En 1977, Smyslov finissait 10e du tournoi de Tilburg puis en 1979 dernier du même tournoi.
Après 1979, Smyslov disputa deux tournois des candidats : en 1983-1984, éliminé par Kasparov en finale, et en 1985, éliminé lors du tournoi. En 1984, il termina 10e-11e du tournoi de Bugojno remporté par Timman. En 1985, il finit dixième du tournoi de Portoroz-Ljubljana.
| Année | Vainqueur ou ex æquo | Deuxième à huitième |
| ----- | --- | --- |
| 1976  | | Open de Lone Pine (2e-9e après Petrossian) : 5 / 7 (+3 =4)Coupe d'URSS par équipes (Tbilissi) : 3,5 / 7 (=7)Interzonal de Bienne (5e-7e) : 11,5 / 19 (+5 -1 =13) (victoire de Larsen)Championnat d'URSS (Moscou) (6e-7e) : 9 / 17 (+4 -3 =10) (victoire de Karpov devant Balachov) |
| 1977  | | Hastings 1976-1977 (4e-5e) : 8 / 14 (+3 -1 =10) (victoire de Romanichine)Léningrad (3e après Romanichine et Tal) : 10,5 / 17 (+4 =13) |
| 1978  | São Paulo : 9,5 / 13 (+6 =7) | Buenos Aires (2e-4e derrière Andersson) : 8,5 / 13 (+4 =13)Lvov (tournoi zonal) (7e-10e) : 7 / 14 (+4 -4 =6) (victoire de Balachov) |
| 1979  | Berlin-Est : 10,5 / 15 (+6 =9) (ex æquo avec Csom) | (Moscou) Spartakiade d'URSS : 5 / 9 |
| 1980  | Buenos Aires (Los Polvorines, 1er-4e) : 7,5 / 9 (+6 =3) (ex æquo avec Browne, Panno et Emma)Copenhague (1er-2e) : 7,5 / 9 (+6 =3) (Politiken Cup, ex æquo avec Mikhaltchichine) Match contre W. Schmidt : 1,5–1,5 (+1 –1 =1) (Varsovie, match Pologne-URSS) | Open de Linz (3e-6e) : 7 / 9 (+5 =4) (victoire de Kalaric devant Csom) Baguio (2e derrière Torre) : 7,5 / 11 (+4 =7) Bar (2e derrière Petrossian) : 9 / 13 (+6 -1 =6) |
| 1981  | | Moscou (2e-4e derrière Karpov) : 9,5 / 13 (+3 -1 =9) (victoire de Karpov devant Kasparov et Polougaïevski)Amsterdam (4e-6e) : 6,5 / 11 (+2 =9) (victoire de Timman devant Portisch et Karpov)Open de Londres (8e-21e) : 6 / 9 (victoire de Keene, Seirawan et Miles)               |
| 1982  | | 1981-1982 : Hastings (2e-3e après Koupreïtchik) : 8 / 13 (+3 =10)Interzonal de Las Palmas (2e derrière Ribli) : 8,5 / 13 (+6 -2 =5)Tilburg (5e-6e) : 6 / 11 (+2 -1 =8) (victoire de Karpov)                                                                                        |
| 1983  | Tournoi des candidats (finaliste) (Velden) Match contre Hübner : 7–7 (+1 –1 =12) (Londres) Demi-finale contre Ribli : 6,5–4,5 (+3 –1 =7) | |
| 1984  | Graz : 9 / 12 (+6 =6) | (Vilnius) Finale des candidats contre Kasparov : 4,5–8,5 (+0 –4 =9)(Londres) Match contre Ljubojevic : 0,5–1,5 (+0 –1 =1) (match URSS - Reste du monde) |
| 1985  | | Copenhague (5e) : 6 / 11 (+3 -2 =6) (victoire de Pinter)Tournoi des candidats (Montpellier) (8e) : 7,5 / 15 (+2 -2 =11) (Victoire de A. Sokolov, Youssoupov, Vaganian devant Timman et Tal)Championnat du monde par équipes (Lucerne) : 3,5 / 5 (+2 =3)                            |
| 1986  | Copenhague (Politiken Cup) : 7 / 10 (ex æquo avec Tchernine, Pigoussov et Cserna), | 1986-1987 : Reggio Emilia (2e-5e après Ribli) : 6 / 11 (+1 =10) |
| 1987  | | Tournoi interzonal de Subotica (8e-9e) : 7,5 / 15 (+3 -3 =9) (victoire de Sax, Short et Speelman devant Tal et Ribli) |

### 1988-1999: champion du monde senior
En 1988, onze ans après sa dernière participation (en 1977), Smyslov termina neuvième ex æquo du championnat d'URSS, avec 8 points sur 17. En 1990, il finit 48e-53e du tournoi interzonal de Manille avec 5,5 points sur 13. En 1993, il termina 36e-41e du tournoi interzonal FIDE de Bienne : 6,5 / 13.
| Année | Vainqueur ou ex æquo                                                                                            | Deuxième à septième |
| ----- | --- | --- |
| 1988  | Rome (1er-3e) : 4 / 7 (+1 =6) (ex æquo avec Gulko et Marjanovic)                                                | Londres (3e-6e après Lane et Adams) : 7,5 / 10 (+5 =5) |
| 1989  | | 1988-1989 : Hastings (3e-5e) : 7,5 / 14 (+2 −1 =11) (victoire de Short devant Kortchnoï, Speelman et Gulko)New York (6e-15e) : 6 / 9 (victoire de Fedorowicz)Groningue (3e-6e) : 5 / 9 (+2 −1 =6) (victoire de Rogers devant Anand)                                                                |
| 1990  | Buenos Aires (1er-2e) : 9 / 13 (+5 =8) (ex æquo avec J. Fernandez Garcia)                                       | Beer Sheva (2e-3e après Kortchnoï) : 4,5 / 9 (+0 =9)Rome (2e-7e après Miles) : 6,5 / 9 (+4 =5)Barcelone (5e-6e) : 4,5 / 9 (+1 −1 =7) (victoire de Granda Zuniga) |
| 1991  | Championnat du monde senior (1er-2e) (Bad Wörishofen) : 8,5 / 11 (+6 =5) (vainqueur au départage devant Geller) | Gelsenkirchen (3e) : 6,5 / 11 (+3 −1 =7) (victoire de Vijmanavine)Tournoi anniversaire (3e-5e) (Moscou) : 5 / 9 (+2 −1 =6) (victoire de Vassioukov et Geller devant Baguirov et Gipslis) |
| 1992  | | Tilburg (éliminé en huitième de finale par Svechnikov) |
| 1993  | | San Martin (2e-4e après Sorokine) : 6,5 / 11 (+2 =9) |
| 1994  | Mémorial Donner B (Amsterdam) (1er-3e) (ex æquo avec Gligoric et Unzicker) : 5,5 / 9 (+2 =7)                    | 1993-1994 : Munster (4e-6e) : 5,5 / 11 (+2 −2 =7) (victoire de Dao Thien Hai et Kindermann) |
| 1995  | Match-tournoi de Karditsa (1er-3e) : 3,5 / 6 (+1 =5) (ex æquo avec Kotronias et Skémbris)                       | Calcutta (6e-10e) : 7,5 / 11 Reykjavik (6e-7e) : 5,5 / 11 (victoire de Stefansson devant Pétursson) Cappelle-la-Grande (4e-34e après Hebden, Miles et Svechnikov) : 6,5 / 9 Saint-Pétersbourg (3e-6e) : 5 / 9 (+1 =8) (mémorial Fourman remporté par Taïmanov et Vassioukov)                       |
| 1996  | Groningue (anniversaire du tournoi de 1946) : 2,5/3                                                             | Match tournoi jeunes-vétérans (Cannes, 3e): 6,5 / 10 (victoire de Kortchnoï)Match contre Bacrot : 1-51996-1997 : Stockholm (Rilton Cup) : 6,5 / 10 |
| 1997  | | Open de Turin : 4,5/7Malmö (tournoi Sigeman & Co, 2e-6e après Hellers) : 5 / 9 (+1 =8)Hoogeveen (4e et dernier) : 2 / 6 (victoire de Sutovsky)Championnat du monde FIDE (Groningue) Match de 1er tour contre Morozevitch : 0-21997-1998 : Stockholm (Rilton Cup) (3e ex æquo) : 6,5 / 9 (+5 −1 =3) |
| 1998  | (Belgrade) Match Belgrade-Moscou contre Gligoric : 1-1 (=2)                                                     | Zurich (mémorial Nagler) (4e-5e) : 5,5 / 10 (+1 =9) (victoire de Kortchnoï) |
| 1999  | | Mémorial Petrossian (3e-8e après Ivkov et Portisch) (Moscou) : 4,5 / 9 (=9) |

### Olympiades d'échecs (1952-1972)
Avec l'URSS, Smyslov a participé à neuf olympiades et gagné neuf médailles d'or par équipe et huit médailles individuelles (quatre en or, deux en argent et deux en bronze). Avec dix-sept médailles, il est le joueur le plus titré de l'histoire des olympiades.
| Année | Lieu      | Échiquier           | Classement individuel | Score     | Score       | Composition de l'équipe d'URSS                                               |
| --- | --------- | ------------------- | --------------------- | --------- | ----------- | ---------------------------------------------------------------------------- |
| 1952 | Helsinki  | deuxième échiquier  | médaille d'or         | 10,5 / 13 | (+8 =5)     | Kéres, Smyslov, Bronstein, Geller ; réserve : Boleslavski et Kotov.          |
| 1954 | Amsterdam | deuxième échiquier  | médaille de bronze    | 9 / 12    | (+6 =6)     | Botvinnik, Smyslov, Bronstein, Keres ; réserve : Geller et Kotov.            |
| 1956 | Moscou    | deuxième échiquier  | Quatrième             | 8,5 / 13  | (+5 −1 =7)  | Botvinnik, Smyslov, Kéres, Bronstein ; réserve : Taïmanov et Geller.         |
| 1958 | Munich    | deuxième échiquier  | médaille d'argent     | 9,5 / 12  | (+7 =5)     | Botvinnik, Smyslov, Kéres, Bronstein ; réserve : Tal et Petrossian.          |
| 1960 | Leipzig   | 1re réserve         | médaille d'or         | 11,5 / 13 | (+10 =3)    | Tal, Botvinnik, Keres, Kortchnoï ; réserve : Smyslov et Petrossian           |
| En 1962, Kortchnoï et Smyslov furent remplacés par Spassky (champion d'URSS) et Geller (3e du tournoi des candidats). |           |                     |                       |           |             |                                                                              |
| 1964 | Tel Aviv  | troisième échiquier | médaille d'or         | 11 / 13   | (+10 −1 =2) | Petrossian, Botvinnik, Smyslov, Kéres ; réserve : Stein et Spassky.          |
| En 1966, Tal, Kortchnoï et Polougaïevski remplacèrent Botvinnik, Kéres et Smyslov.                                    |           |                     |                       |           |             |                                                                              |
| 1968 | Lugano    | 2e réserve          | médaille d'or         | 11 / 12   | (+10 =2)    | Petrossian, Spasski, Kortchnoï, Geller ; réserve : Polougaïevski et Smyslov. |
| 1970 | Siegen    | 1re réserve         | médaille de bronze    | 8 / 11    | (+5 =6)     | Spasski, Petrossian, Kortchnoï, Polougaïevski ; réserve : Smyslov et Geller. |
| 1972 | Skopje    | troisième échiquier | médaille d'argent     | 11 / 14   | (+8 =6)     | Petrossian, Kortchnoï, Smyslov, Tal ; réserve : Karpov et Savone.            |

### Matchs-tournois vétérans contre femmes (1992-2001)

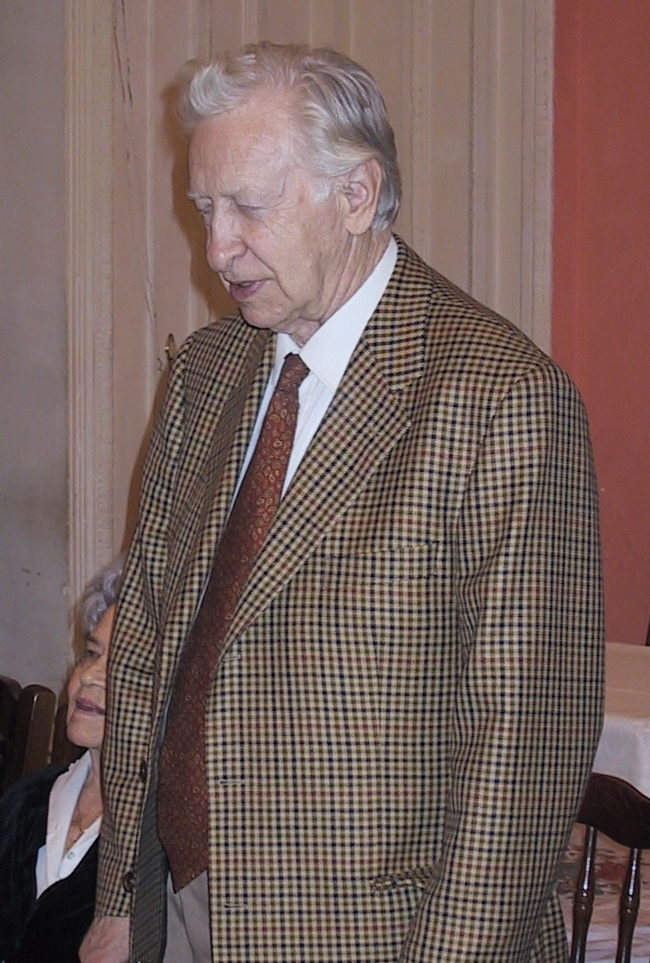
Smyslov en 2002

Les tournois étaient organisés toujours avec le nom d'une danse spécifique.
- 1992 : Aruba, « tumba » (6e-8e) : 6 / 12 (+1 -1 =10) (match-tournoi vétérans contre femmes, remporté individuellement par Polougaïevski comme meilleur joueur), vétérans vainqueur
- 1993 : Vienne, « valse » (5e) : 6,5 / 12 (+3 -2 =7), femmes vainqueur
- 1994 : vainqueur à Monaco, « palladium » : 8 / 12 (+6 -2 =4), femmes vainqueur
- 1995 : Prague, POLKA (5e-6e) : 5 / 10 (+3 -3 =4), femmes vainqueur
- 1996 : 1er-3e à Londres, FOXTROT : 6,5 / 10 (+5 -2 =3), vétérans vainqueur
- 1997 : vainqueur à Copenhague, HOSTDANS : 6,5 / 10 (+5 -2 =3), vétérans vainqueur
- 1998 : Roquebrune-Cap-Martin, « cancan » : 5 / 12, égalité des équipes (36:36)
- 1999 : Marbella, « flamenco » : 4,5 / 10 (+2 -3 =5), vétérans vainqueur
- 2000 : Munich, SCHUHPLATTLER : 5 / 10 (+1 -1 =8), vétérans vainqueur
- 2001 : Amsterdam, KLOMPENDANS (7e-8e) : 5 / 10 (+1 -1 =8), vétérans vainqueur

Smyslov a participé à toutes les dix éditions de cette série « vétérans contre femmes », organisées par le mécène Joop van Oosterom.

## Le chanteur d'opéra

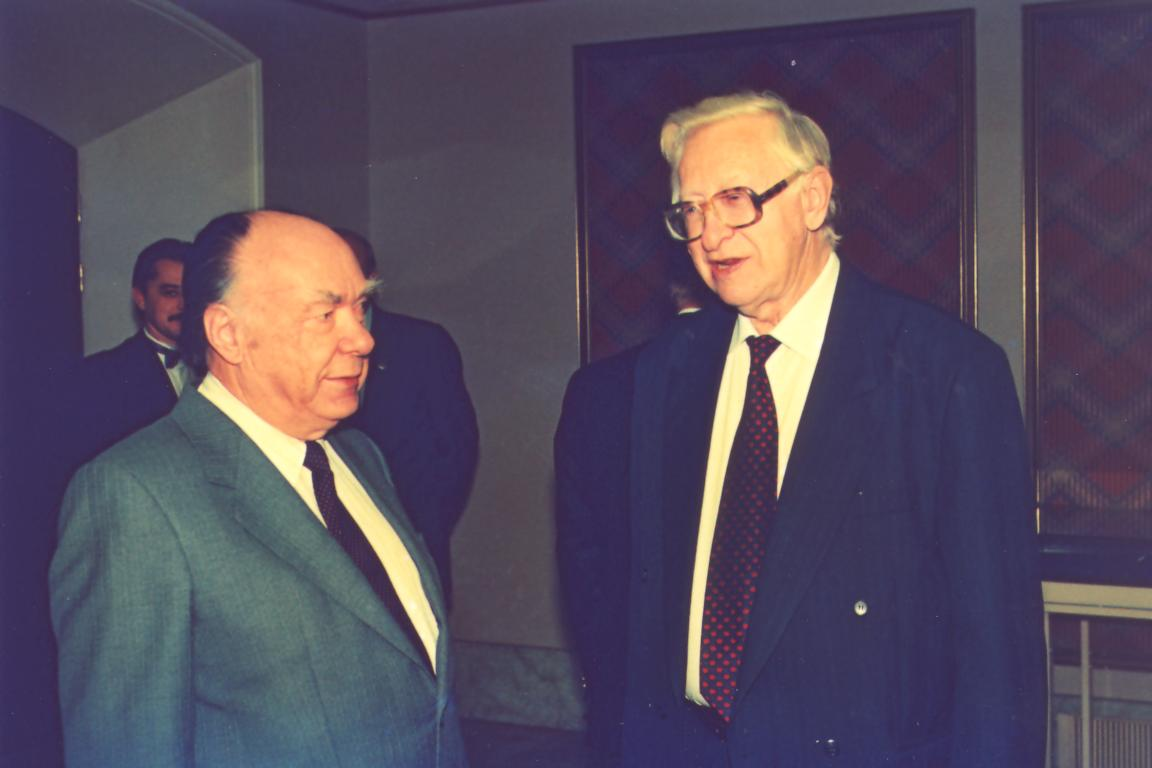
Smyslov (à droite) aux côtés d'Alexandre Iakovlev.

Dans le monde des échecs, Vassily Smyslov était réputé pour être également un brillant chanteur d'opéra. Chanteur baryton, il n'a décidé de sa carrière aux échecs qu'après une audition ratée au Théâtre Bolchoï en 1950. Il donnait parfois des récitals lors de tournois d'échecs, souvent accompagné de son ami le grand maître et pianiste concertiste Mark Taïmanov.

## Style de jeu
L'apport de Vassily Smyslov au jeu d'échecs est multiple. S'il est connu pour son jeu positionnel et son expertise dans les finales, c'est aussi un compositeur de talent et un théoricien reconnu. Ainsi on lui doit une variante dans la défense Grünfeld (1.d4 Cf6 2.c4 g6 3.Cc3 d5 4.Cf3 Fg7 5.Db3 dxc4 6.Dxc4 0-0 7.e4 Fg4 8.Fe3 Cfd7) ainsi que des travaux sur d'autres systèmes d'ouverture.
Son jeu, de formation classique, est plein de finesse, de logique et de simplicité mais Smyslov a également accompli plusieurs belles combinaisons (notamment contre Liberzon et Mikhaïl Botvinnik). Il a aussi été un grand contributeur au succès que possède désormais l'attaque est-indienne, ouverture utilisée dans la deuxième partie (de 1955) donnée en exemple ci-dessous.

## Exemples de parties

### Smyslov - Botvinnik, 1954
|   | a | b | c | d | e | f | g | h |   |
| 8 | Roi noir sur case blanche e8 · Cavalier noir sur case noire f8 · Tour noire sur case blanche g8 · Pion noir sur case noire a7 · Tour blanche sur case blanche b7 · Fou noir sur case blanche d7 · Pion noir sur case blanche f7 · Dame noire sur case noire a5 · Pion noir sur case blanche d5 · Pion blanc sur case noire e5 · Pion noir sur case blanche f5 · Fou blanc sur case noire g5 · Tour noire sur case blanche e4 · Pion blanc sur case noire h4 · Pion blanc sur case noire a3 · Pion noir sur case noire c3 · Dame blanche sur case blanche d3 · Pion blanc sur case noire g3 · Pion blanc sur case blanche c2 · Pion blanc sur case noire f2 · Pion blanc sur case blanche g2 · Roi blanc sur case noire e1 · Fou blanc sur case blanche f1 · Tour blanche sur case blanche h1 | Roi noir sur case blanche e8 · Cavalier noir sur case noire f8 · Tour noire sur case blanche g8 · Pion noir sur case noire a7 · Tour blanche sur case blanche b7 · Fou noir sur case blanche d7 · Pion noir sur case blanche f7 · Dame noire sur case noire a5 · Pion noir sur case blanche d5 · Pion blanc sur case noire e5 · Pion noir sur case blanche f5 · Fou blanc sur case noire g5 · Tour noire sur case blanche e4 · Pion blanc sur case noire h4 · Pion blanc sur case noire a3 · Pion noir sur case noire c3 · Dame blanche sur case blanche d3 · Pion blanc sur case noire g3 · Pion blanc sur case blanche c2 · Pion blanc sur case noire f2 · Pion blanc sur case blanche g2 · Roi blanc sur case noire e1 · Fou blanc sur case blanche f1 · Tour blanche sur case blanche h1 | Roi noir sur case blanche e8 · Cavalier noir sur case noire f8 · Tour noire sur case blanche g8 · Pion noir sur case noire a7 · Tour blanche sur case blanche b7 · Fou noir sur case blanche d7 · Pion noir sur case blanche f7 · Dame noire sur case noire a5 · Pion noir sur case blanche d5 · Pion blanc sur case noire e5 · Pion noir sur case blanche f5 · Fou blanc sur case noire g5 · Tour noire sur case blanche e4 · Pion blanc sur case noire h4 · Pion blanc sur case noire a3 · Pion noir sur case noire c3 · Dame blanche sur case blanche d3 · Pion blanc sur case noire g3 · Pion blanc sur case blanche c2 · Pion blanc sur case noire f2 · Pion blanc sur case blanche g2 · Roi blanc sur case noire e1 · Fou blanc sur case blanche f1 · Tour blanche sur case blanche h1 | Roi noir sur case blanche e8 · Cavalier noir sur case noire f8 · Tour noire sur case blanche g8 · Pion noir sur case noire a7 · Tour blanche sur case blanche b7 · Fou noir sur case blanche d7 · Pion noir sur case blanche f7 · Dame noire sur case noire a5 · Pion noir sur case blanche d5 · Pion blanc sur case noire e5 · Pion noir sur case blanche f5 · Fou blanc sur case noire g5 · Tour noire sur case blanche e4 · Pion blanc sur case noire h4 · Pion blanc sur case noire a3 · Pion noir sur case noire c3 · Dame blanche sur case blanche d3 · Pion blanc sur case noire g3 · Pion blanc sur case blanche c2 · Pion blanc sur case noire f2 · Pion blanc sur case blanche g2 · Roi blanc sur case noire e1 · Fou blanc sur case blanche f1 · Tour blanche sur case blanche h1 | Roi noir sur case blanche e8 · Cavalier noir sur case noire f8 · Tour noire sur case blanche g8 · Pion noir sur case noire a7 · Tour blanche sur case blanche b7 · Fou noir sur case blanche d7 · Pion noir sur case blanche f7 · Dame noire sur case noire a5 · Pion noir sur case blanche d5 · Pion blanc sur case noire e5 · Pion noir sur case blanche f5 · Fou blanc sur case noire g5 · Tour noire sur case blanche e4 · Pion blanc sur case noire h4 · Pion blanc sur case noire a3 · Pion noir sur case noire c3 · Dame blanche sur case blanche d3 · Pion blanc sur case noire g3 · Pion blanc sur case blanche c2 · Pion blanc sur case noire f2 · Pion blanc sur case blanche g2 · Roi blanc sur case noire e1 · Fou blanc sur case blanche f1 · Tour blanche sur case blanche h1 | Roi noir sur case blanche e8 · Cavalier noir sur case noire f8 · Tour noire sur case blanche g8 · Pion noir sur case noire a7 · Tour blanche sur case blanche b7 · Fou noir sur case blanche d7 · Pion noir sur case blanche f7 · Dame noire sur case noire a5 · Pion noir sur case blanche d5 · Pion blanc sur case noire e5 · Pion noir sur case blanche f5 · Fou blanc sur case noire g5 · Tour noire sur case blanche e4 · Pion blanc sur case noire h4 · Pion blanc sur case noire a3 · Pion noir sur case noire c3 · Dame blanche sur case blanche d3 · Pion blanc sur case noire g3 · Pion blanc sur case blanche c2 · Pion blanc sur case noire f2 · Pion blanc sur case blanche g2 · Roi blanc sur case noire e1 · Fou blanc sur case blanche f1 · Tour blanche sur case blanche h1 | Roi noir sur case blanche e8 · Cavalier noir sur case noire f8 · Tour noire sur case blanche g8 · Pion noir sur case noire a7 · Tour blanche sur case blanche b7 · Fou noir sur case blanche d7 · Pion noir sur case blanche f7 · Dame noire sur case noire a5 · Pion noir sur case blanche d5 · Pion blanc sur case noire e5 · Pion noir sur case blanche f5 · Fou blanc sur case noire g5 · Tour noire sur case blanche e4 · Pion blanc sur case noire h4 · Pion blanc sur case noire a3 · Pion noir sur case noire c3 · Dame blanche sur case blanche d3 · Pion blanc sur case noire g3 · Pion blanc sur case blanche c2 · Pion blanc sur case noire f2 · Pion blanc sur case blanche g2 · Roi blanc sur case noire e1 · Fou blanc sur case blanche f1 · Tour blanche sur case blanche h1 | Roi noir sur case blanche e8 · Cavalier noir sur case noire f8 · Tour noire sur case blanche g8 · Pion noir sur case noire a7 · Tour blanche sur case blanche b7 · Fou noir sur case blanche d7 · Pion noir sur case blanche f7 · Dame noire sur case noire a5 · Pion noir sur case blanche d5 · Pion blanc sur case noire e5 · Pion noir sur case blanche f5 · Fou blanc sur case noire g5 · Tour noire sur case blanche e4 · Pion blanc sur case noire h4 · Pion blanc sur case noire a3 · Pion noir sur case noire c3 · Dame blanche sur case blanche d3 · Pion blanc sur case noire g3 · Pion blanc sur case blanche c2 · Pion blanc sur case noire f2 · Pion blanc sur case blanche g2 · Roi blanc sur case noire e1 · Fou blanc sur case blanche f1 · Tour blanche sur case blanche h1 | 8 |
| 7 | Roi noir sur case blanche e8 · Cavalier noir sur case noire f8 · Tour noire sur case blanche g8 · Pion noir sur case noire a7 · Tour blanche sur case blanche b7 · Fou noir sur case blanche d7 · Pion noir sur case blanche f7 · Dame noire sur case noire a5 · Pion noir sur case blanche d5 · Pion blanc sur case noire e5 · Pion noir sur case blanche f5 · Fou blanc sur case noire g5 · Tour noire sur case blanche e4 · Pion blanc sur case noire h4 · Pion blanc sur case noire a3 · Pion noir sur case noire c3 · Dame blanche sur case blanche d3 · Pion blanc sur case noire g3 · Pion blanc sur case blanche c2 · Pion blanc sur case noire f2 · Pion blanc sur case blanche g2 · Roi blanc sur case noire e1 · Fou blanc sur case blanche f1 · Tour blanche sur case blanche h1 | Roi noir sur case blanche e8 · Cavalier noir sur case noire f8 · Tour noire sur case blanche g8 · Pion noir sur case noire a7 · Tour blanche sur case blanche b7 · Fou noir sur case blanche d7 · Pion noir sur case blanche f7 · Dame noire sur case noire a5 · Pion noir sur case blanche d5 · Pion blanc sur case noire e5 · Pion noir sur case blanche f5 · Fou blanc sur case noire g5 · Tour noire sur case blanche e4 · Pion blanc sur case noire h4 · Pion blanc sur case noire a3 · Pion noir sur case noire c3 · Dame blanche sur case blanche d3 · Pion blanc sur case noire g3 · Pion blanc sur case blanche c2 · Pion blanc sur case noire f2 · Pion blanc sur case blanche g2 · Roi blanc sur case noire e1 · Fou blanc sur case blanche f1 · Tour blanche sur case blanche h1 | Roi noir sur case blanche e8 · Cavalier noir sur case noire f8 · Tour noire sur case blanche g8 · Pion noir sur case noire a7 · Tour blanche sur case blanche b7 · Fou noir sur case blanche d7 · Pion noir sur case blanche f7 · Dame noire sur case noire a5 · Pion noir sur case blanche d5 · Pion blanc sur case noire e5 · Pion noir sur case blanche f5 · Fou blanc sur case noire g5 · Tour noire sur case blanche e4 · Pion blanc sur case noire h4 · Pion blanc sur case noire a3 · Pion noir sur case noire c3 · Dame blanche sur case blanche d3 · Pion blanc sur case noire g3 · Pion blanc sur case blanche c2 · Pion blanc sur case noire f2 · Pion blanc sur case blanche g2 · Roi blanc sur case noire e1 · Fou blanc sur case blanche f1 · Tour blanche sur case blanche h1 | Roi noir sur case blanche e8 · Cavalier noir sur case noire f8 · Tour noire sur case blanche g8 · Pion noir sur case noire a7 · Tour blanche sur case blanche b7 · Fou noir sur case blanche d7 · Pion noir sur case blanche f7 · Dame noire sur case noire a5 · Pion noir sur case blanche d5 · Pion blanc sur case noire e5 · Pion noir sur case blanche f5 · Fou blanc sur case noire g5 · Tour noire sur case blanche e4 · Pion blanc sur case noire h4 · Pion blanc sur case noire a3 · Pion noir sur case noire c3 · Dame blanche sur case blanche d3 · Pion blanc sur case noire g3 · Pion blanc sur case blanche c2 · Pion blanc sur case noire f2 · Pion blanc sur case blanche g2 · Roi blanc sur case noire e1 · Fou blanc sur case blanche f1 · Tour blanche sur case blanche h1 | Roi noir sur case blanche e8 · Cavalier noir sur case noire f8 · Tour noire sur case blanche g8 · Pion noir sur case noire a7 · Tour blanche sur case blanche b7 · Fou noir sur case blanche d7 · Pion noir sur case blanche f7 · Dame noire sur case noire a5 · Pion noir sur case blanche d5 · Pion blanc sur case noire e5 · Pion noir sur case blanche f5 · Fou blanc sur case noire g5 · Tour noire sur case blanche e4 · Pion blanc sur case noire h4 · Pion blanc sur case noire a3 · Pion noir sur case noire c3 · Dame blanche sur case blanche d3 · Pion blanc sur case noire g3 · Pion blanc sur case blanche c2 · Pion blanc sur case noire f2 · Pion blanc sur case blanche g2 · Roi blanc sur case noire e1 · Fou blanc sur case blanche f1 · Tour blanche sur case blanche h1 | Roi noir sur case blanche e8 · Cavalier noir sur case noire f8 · Tour noire sur case blanche g8 · Pion noir sur case noire a7 · Tour blanche sur case blanche b7 · Fou noir sur case blanche d7 · Pion noir sur case blanche f7 · Dame noire sur case noire a5 · Pion noir sur case blanche d5 · Pion blanc sur case noire e5 · Pion noir sur case blanche f5 · Fou blanc sur case noire g5 · Tour noire sur case blanche e4 · Pion blanc sur case noire h4 · Pion blanc sur case noire a3 · Pion noir sur case noire c3 · Dame blanche sur case blanche d3 · Pion blanc sur case noire g3 · Pion blanc sur case blanche c2 · Pion blanc sur case noire f2 · Pion blanc sur case blanche g2 · Roi blanc sur case noire e1 · Fou blanc sur case blanche f1 · Tour blanche sur case blanche h1 | Roi noir sur case blanche e8 · Cavalier noir sur case noire f8 · Tour noire sur case blanche g8 · Pion noir sur case noire a7 · Tour blanche sur case blanche b7 · Fou noir sur case blanche d7 · Pion noir sur case blanche f7 · Dame noire sur case noire a5 · Pion noir sur case blanche d5 · Pion blanc sur case noire e5 · Pion noir sur case blanche f5 · Fou blanc sur case noire g5 · Tour noire sur case blanche e4 · Pion blanc sur case noire h4 · Pion blanc sur case noire a3 · Pion noir sur case noire c3 · Dame blanche sur case blanche d3 · Pion blanc sur case noire g3 · Pion blanc sur case blanche c2 · Pion blanc sur case noire f2 · Pion blanc sur case blanche g2 · Roi blanc sur case noire e1 · Fou blanc sur case blanche f1 · Tour blanche sur case blanche h1 | Roi noir sur case blanche e8 · Cavalier noir sur case noire f8 · Tour noire sur case blanche g8 · Pion noir sur case noire a7 · Tour blanche sur case blanche b7 · Fou noir sur case blanche d7 · Pion noir sur case blanche f7 · Dame noire sur case noire a5 · Pion noir sur case blanche d5 · Pion blanc sur case noire e5 · Pion noir sur case blanche f5 · Fou blanc sur case noire g5 · Tour noire sur case blanche e4 · Pion blanc sur case noire h4 · Pion blanc sur case noire a3 · Pion noir sur case noire c3 · Dame blanche sur case blanche d3 · Pion blanc sur case noire g3 · Pion blanc sur case blanche c2 · Pion blanc sur case noire f2 · Pion blanc sur case blanche g2 · Roi blanc sur case noire e1 · Fou blanc sur case blanche f1 · Tour blanche sur case blanche h1 | 7 |
| 6 | Roi noir sur case blanche e8 · Cavalier noir sur case noire f8 · Tour noire sur case blanche g8 · Pion noir sur case noire a7 · Tour blanche sur case blanche b7 · Fou noir sur case blanche d7 · Pion noir sur case blanche f7 · Dame noire sur case noire a5 · Pion noir sur case blanche d5 · Pion blanc sur case noire e5 · Pion noir sur case blanche f5 · Fou blanc sur case noire g5 · Tour noire sur case blanche e4 · Pion blanc sur case noire h4 · Pion blanc sur case noire a3 · Pion noir sur case noire c3 · Dame blanche sur case blanche d3 · Pion blanc sur case noire g3 · Pion blanc sur case blanche c2 · Pion blanc sur case noire f2 · Pion blanc sur case blanche g2 · Roi blanc sur case noire e1 · Fou blanc sur case blanche f1 · Tour blanche sur case blanche h1 | Roi noir sur case blanche e8 · Cavalier noir sur case noire f8 · Tour noire sur case blanche g8 · Pion noir sur case noire a7 · Tour blanche sur case blanche b7 · Fou noir sur case blanche d7 · Pion noir sur case blanche f7 · Dame noire sur case noire a5 · Pion noir sur case blanche d5 · Pion blanc sur case noire e5 · Pion noir sur case blanche f5 · Fou blanc sur case noire g5 · Tour noire sur case blanche e4 · Pion blanc sur case noire h4 · Pion blanc sur case noire a3 · Pion noir sur case noire c3 · Dame blanche sur case blanche d3 · Pion blanc sur case noire g3 · Pion blanc sur case blanche c2 · Pion blanc sur case noire f2 · Pion blanc sur case blanche g2 · Roi blanc sur case noire e1 · Fou blanc sur case blanche f1 · Tour blanche sur case blanche h1 | Roi noir sur case blanche e8 · Cavalier noir sur case noire f8 · Tour noire sur case blanche g8 · Pion noir sur case noire a7 · Tour blanche sur case blanche b7 · Fou noir sur case blanche d7 · Pion noir sur case blanche f7 · Dame noire sur case noire a5 · Pion noir sur case blanche d5 · Pion blanc sur case noire e5 · Pion noir sur case blanche f5 · Fou blanc sur case noire g5 · Tour noire sur case blanche e4 · Pion blanc sur case noire h4 · Pion blanc sur case noire a3 · Pion noir sur case noire c3 · Dame blanche sur case blanche d3 · Pion blanc sur case noire g3 · Pion blanc sur case blanche c2 · Pion blanc sur case noire f2 · Pion blanc sur case blanche g2 · Roi blanc sur case noire e1 · Fou blanc sur case blanche f1 · Tour blanche sur case blanche h1 | Roi noir sur case blanche e8 · Cavalier noir sur case noire f8 · Tour noire sur case blanche g8 · Pion noir sur case noire a7 · Tour blanche sur case blanche b7 · Fou noir sur case blanche d7 · Pion noir sur case blanche f7 · Dame noire sur case noire a5 · Pion noir sur case blanche d5 · Pion blanc sur case noire e5 · Pion noir sur case blanche f5 · Fou blanc sur case noire g5 · Tour noire sur case blanche e4 · Pion blanc sur case noire h4 · Pion blanc sur case noire a3 · Pion noir sur case noire c3 · Dame blanche sur case blanche d3 · Pion blanc sur case noire g3 · Pion blanc sur case blanche c2 · Pion blanc sur case noire f2 · Pion blanc sur case blanche g2 · Roi blanc sur case noire e1 · Fou blanc sur case blanche f1 · Tour blanche sur case blanche h1 | Roi noir sur case blanche e8 · Cavalier noir sur case noire f8 · Tour noire sur case blanche g8 · Pion noir sur case noire a7 · Tour blanche sur case blanche b7 · Fou noir sur case blanche d7 · Pion noir sur case blanche f7 · Dame noire sur case noire a5 · Pion noir sur case blanche d5 · Pion blanc sur case noire e5 · Pion noir sur case blanche f5 · Fou blanc sur case noire g5 · Tour noire sur case blanche e4 · Pion blanc sur case noire h4 · Pion blanc sur case noire a3 · Pion noir sur case noire c3 · Dame blanche sur case blanche d3 · Pion blanc sur case noire g3 · Pion blanc sur case blanche c2 · Pion blanc sur case noire f2 · Pion blanc sur case blanche g2 · Roi blanc sur case noire e1 · Fou blanc sur case blanche f1 · Tour blanche sur case blanche h1 | Roi noir sur case blanche e8 · Cavalier noir sur case noire f8 · Tour noire sur case blanche g8 · Pion noir sur case noire a7 · Tour blanche sur case blanche b7 · Fou noir sur case blanche d7 · Pion noir sur case blanche f7 · Dame noire sur case noire a5 · Pion noir sur case blanche d5 · Pion blanc sur case noire e5 · Pion noir sur case blanche f5 · Fou blanc sur case noire g5 · Tour noire sur case blanche e4 · Pion blanc sur case noire h4 · Pion blanc sur case noire a3 · Pion noir sur case noire c3 · Dame blanche sur case blanche d3 · Pion blanc sur case noire g3 · Pion blanc sur case blanche c2 · Pion blanc sur case noire f2 · Pion blanc sur case blanche g2 · Roi blanc sur case noire e1 · Fou blanc sur case blanche f1 · Tour blanche sur case blanche h1 | Roi noir sur case blanche e8 · Cavalier noir sur case noire f8 · Tour noire sur case blanche g8 · Pion noir sur case noire a7 · Tour blanche sur case blanche b7 · Fou noir sur case blanche d7 · Pion noir sur case blanche f7 · Dame noire sur case noire a5 · Pion noir sur case blanche d5 · Pion blanc sur case noire e5 · Pion noir sur case blanche f5 · Fou blanc sur case noire g5 · Tour noire sur case blanche e4 · Pion blanc sur case noire h4 · Pion blanc sur case noire a3 · Pion noir sur case noire c3 · Dame blanche sur case blanche d3 · Pion blanc sur case noire g3 · Pion blanc sur case blanche c2 · Pion blanc sur case noire f2 · Pion blanc sur case blanche g2 · Roi blanc sur case noire e1 · Fou blanc sur case blanche f1 · Tour blanche sur case blanche h1 | Roi noir sur case blanche e8 · Cavalier noir sur case noire f8 · Tour noire sur case blanche g8 · Pion noir sur case noire a7 · Tour blanche sur case blanche b7 · Fou noir sur case blanche d7 · Pion noir sur case blanche f7 · Dame noire sur case noire a5 · Pion noir sur case blanche d5 · Pion blanc sur case noire e5 · Pion noir sur case blanche f5 · Fou blanc sur case noire g5 · Tour noire sur case blanche e4 · Pion blanc sur case noire h4 · Pion blanc sur case noire a3 · Pion noir sur case noire c3 · Dame blanche sur case blanche d3 · Pion blanc sur case noire g3 · Pion blanc sur case blanche c2 · Pion blanc sur case noire f2 · Pion blanc sur case blanche g2 · Roi blanc sur case noire e1 · Fou blanc sur case blanche f1 · Tour blanche sur case blanche h1 | 6 |
| 5 | Roi noir sur case blanche e8 · Cavalier noir sur case noire f8 · Tour noire sur case blanche g8 · Pion noir sur case noire a7 · Tour blanche sur case blanche b7 · Fou noir sur case blanche d7 · Pion noir sur case blanche f7 · Dame noire sur case noire a5 · Pion noir sur case blanche d5 · Pion blanc sur case noire e5 · Pion noir sur case blanche f5 · Fou blanc sur case noire g5 · Tour noire sur case blanche e4 · Pion blanc sur case noire h4 · Pion blanc sur case noire a3 · Pion noir sur case noire c3 · Dame blanche sur case blanche d3 · Pion blanc sur case noire g3 · Pion blanc sur case blanche c2 · Pion blanc sur case noire f2 · Pion blanc sur case blanche g2 · Roi blanc sur case noire e1 · Fou blanc sur case blanche f1 · Tour blanche sur case blanche h1 | Roi noir sur case blanche e8 · Cavalier noir sur case noire f8 · Tour noire sur case blanche g8 · Pion noir sur case noire a7 · Tour blanche sur case blanche b7 · Fou noir sur case blanche d7 · Pion noir sur case blanche f7 · Dame noire sur case noire a5 · Pion noir sur case blanche d5 · Pion blanc sur case noire e5 · Pion noir sur case blanche f5 · Fou blanc sur case noire g5 · Tour noire sur case blanche e4 · Pion blanc sur case noire h4 · Pion blanc sur case noire a3 · Pion noir sur case noire c3 · Dame blanche sur case blanche d3 · Pion blanc sur case noire g3 · Pion blanc sur case blanche c2 · Pion blanc sur case noire f2 · Pion blanc sur case blanche g2 · Roi blanc sur case noire e1 · Fou blanc sur case blanche f1 · Tour blanche sur case blanche h1 | Roi noir sur case blanche e8 · Cavalier noir sur case noire f8 · Tour noire sur case blanche g8 · Pion noir sur case noire a7 · Tour blanche sur case blanche b7 · Fou noir sur case blanche d7 · Pion noir sur case blanche f7 · Dame noire sur case noire a5 · Pion noir sur case blanche d5 · Pion blanc sur case noire e5 · Pion noir sur case blanche f5 · Fou blanc sur case noire g5 · Tour noire sur case blanche e4 · Pion blanc sur case noire h4 · Pion blanc sur case noire a3 · Pion noir sur case noire c3 · Dame blanche sur case blanche d3 · Pion blanc sur case noire g3 · Pion blanc sur case blanche c2 · Pion blanc sur case noire f2 · Pion blanc sur case blanche g2 · Roi blanc sur case noire e1 · Fou blanc sur case blanche f1 · Tour blanche sur case blanche h1 | Roi noir sur case blanche e8 · Cavalier noir sur case noire f8 · Tour noire sur case blanche g8 · Pion noir sur case noire a7 · Tour blanche sur case blanche b7 · Fou noir sur case blanche d7 · Pion noir sur case blanche f7 · Dame noire sur case noire a5 · Pion noir sur case blanche d5 · Pion blanc sur case noire e5 · Pion noir sur case blanche f5 · Fou blanc sur case noire g5 · Tour noire sur case blanche e4 · Pion blanc sur case noire h4 · Pion blanc sur case noire a3 · Pion noir sur case noire c3 · Dame blanche sur case blanche d3 · Pion blanc sur case noire g3 · Pion blanc sur case blanche c2 · Pion blanc sur case noire f2 · Pion blanc sur case blanche g2 · Roi blanc sur case noire e1 · Fou blanc sur case blanche f1 · Tour blanche sur case blanche h1 | Roi noir sur case blanche e8 · Cavalier noir sur case noire f8 · Tour noire sur case blanche g8 · Pion noir sur case noire a7 · Tour blanche sur case blanche b7 · Fou noir sur case blanche d7 · Pion noir sur case blanche f7 · Dame noire sur case noire a5 · Pion noir sur case blanche d5 · Pion blanc sur case noire e5 · Pion noir sur case blanche f5 · Fou blanc sur case noire g5 · Tour noire sur case blanche e4 · Pion blanc sur case noire h4 · Pion blanc sur case noire a3 · Pion noir sur case noire c3 · Dame blanche sur case blanche d3 · Pion blanc sur case noire g3 · Pion blanc sur case blanche c2 · Pion blanc sur case noire f2 · Pion blanc sur case blanche g2 · Roi blanc sur case noire e1 · Fou blanc sur case blanche f1 · Tour blanche sur case blanche h1 | Roi noir sur case blanche e8 · Cavalier noir sur case noire f8 · Tour noire sur case blanche g8 · Pion noir sur case noire a7 · Tour blanche sur case blanche b7 · Fou noir sur case blanche d7 · Pion noir sur case blanche f7 · Dame noire sur case noire a5 · Pion noir sur case blanche d5 · Pion blanc sur case noire e5 · Pion noir sur case blanche f5 · Fou blanc sur case noire g5 · Tour noire sur case blanche e4 · Pion blanc sur case noire h4 · Pion blanc sur case noire a3 · Pion noir sur case noire c3 · Dame blanche sur case blanche d3 · Pion blanc sur case noire g3 · Pion blanc sur case blanche c2 · Pion blanc sur case noire f2 · Pion blanc sur case blanche g2 · Roi blanc sur case noire e1 · Fou blanc sur case blanche f1 · Tour blanche sur case blanche h1 | Roi noir sur case blanche e8 · Cavalier noir sur case noire f8 · Tour noire sur case blanche g8 · Pion noir sur case noire a7 · Tour blanche sur case blanche b7 · Fou noir sur case blanche d7 · Pion noir sur case blanche f7 · Dame noire sur case noire a5 · Pion noir sur case blanche d5 · Pion blanc sur case noire e5 · Pion noir sur case blanche f5 · Fou blanc sur case noire g5 · Tour noire sur case blanche e4 · Pion blanc sur case noire h4 · Pion blanc sur case noire a3 · Pion noir sur case noire c3 · Dame blanche sur case blanche d3 · Pion blanc sur case noire g3 · Pion blanc sur case blanche c2 · Pion blanc sur case noire f2 · Pion blanc sur case blanche g2 · Roi blanc sur case noire e1 · Fou blanc sur case blanche f1 · Tour blanche sur case blanche h1 | Roi noir sur case blanche e8 · Cavalier noir sur case noire f8 · Tour noire sur case blanche g8 · Pion noir sur case noire a7 · Tour blanche sur case blanche b7 · Fou noir sur case blanche d7 · Pion noir sur case blanche f7 · Dame noire sur case noire a5 · Pion noir sur case blanche d5 · Pion blanc sur case noire e5 · Pion noir sur case blanche f5 · Fou blanc sur case noire g5 · Tour noire sur case blanche e4 · Pion blanc sur case noire h4 · Pion blanc sur case noire a3 · Pion noir sur case noire c3 · Dame blanche sur case blanche d3 · Pion blanc sur case noire g3 · Pion blanc sur case blanche c2 · Pion blanc sur case noire f2 · Pion blanc sur case blanche g2 · Roi blanc sur case noire e1 · Fou blanc sur case blanche f1 · Tour blanche sur case blanche h1 | 5 |
| 4 | Roi noir sur case blanche e8 · Cavalier noir sur case noire f8 · Tour noire sur case blanche g8 · Pion noir sur case noire a7 · Tour blanche sur case blanche b7 · Fou noir sur case blanche d7 · Pion noir sur case blanche f7 · Dame noire sur case noire a5 · Pion noir sur case blanche d5 · Pion blanc sur case noire e5 · Pion noir sur case blanche f5 · Fou blanc sur case noire g5 · Tour noire sur case blanche e4 · Pion blanc sur case noire h4 · Pion blanc sur case noire a3 · Pion noir sur case noire c3 · Dame blanche sur case blanche d3 · Pion blanc sur case noire g3 · Pion blanc sur case blanche c2 · Pion blanc sur case noire f2 · Pion blanc sur case blanche g2 · Roi blanc sur case noire e1 · Fou blanc sur case blanche f1 · Tour blanche sur case blanche h1 | Roi noir sur case blanche e8 · Cavalier noir sur case noire f8 · Tour noire sur case blanche g8 · Pion noir sur case noire a7 · Tour blanche sur case blanche b7 · Fou noir sur case blanche d7 · Pion noir sur case blanche f7 · Dame noire sur case noire a5 · Pion noir sur case blanche d5 · Pion blanc sur case noire e5 · Pion noir sur case blanche f5 · Fou blanc sur case noire g5 · Tour noire sur case blanche e4 · Pion blanc sur case noire h4 · Pion blanc sur case noire a3 · Pion noir sur case noire c3 · Dame blanche sur case blanche d3 · Pion blanc sur case noire g3 · Pion blanc sur case blanche c2 · Pion blanc sur case noire f2 · Pion blanc sur case blanche g2 · Roi blanc sur case noire e1 · Fou blanc sur case blanche f1 · Tour blanche sur case blanche h1 | Roi noir sur case blanche e8 · Cavalier noir sur case noire f8 · Tour noire sur case blanche g8 · Pion noir sur case noire a7 · Tour blanche sur case blanche b7 · Fou noir sur case blanche d7 · Pion noir sur case blanche f7 · Dame noire sur case noire a5 · Pion noir sur case blanche d5 · Pion blanc sur case noire e5 · Pion noir sur case blanche f5 · Fou blanc sur case noire g5 · Tour noire sur case blanche e4 · Pion blanc sur case noire h4 · Pion blanc sur case noire a3 · Pion noir sur case noire c3 · Dame blanche sur case blanche d3 · Pion blanc sur case noire g3 · Pion blanc sur case blanche c2 · Pion blanc sur case noire f2 · Pion blanc sur case blanche g2 · Roi blanc sur case noire e1 · Fou blanc sur case blanche f1 · Tour blanche sur case blanche h1 | Roi noir sur case blanche e8 · Cavalier noir sur case noire f8 · Tour noire sur case blanche g8 · Pion noir sur case noire a7 · Tour blanche sur case blanche b7 · Fou noir sur case blanche d7 · Pion noir sur case blanche f7 · Dame noire sur case noire a5 · Pion noir sur case blanche d5 · Pion blanc sur case noire e5 · Pion noir sur case blanche f5 · Fou blanc sur case noire g5 · Tour noire sur case blanche e4 · Pion blanc sur case noire h4 · Pion blanc sur case noire a3 · Pion noir sur case noire c3 · Dame blanche sur case blanche d3 · Pion blanc sur case noire g3 · Pion blanc sur case blanche c2 · Pion blanc sur case noire f2 · Pion blanc sur case blanche g2 · Roi blanc sur case noire e1 · Fou blanc sur case blanche f1 · Tour blanche sur case blanche h1 | Roi noir sur case blanche e8 · Cavalier noir sur case noire f8 · Tour noire sur case blanche g8 · Pion noir sur case noire a7 · Tour blanche sur case blanche b7 · Fou noir sur case blanche d7 · Pion noir sur case blanche f7 · Dame noire sur case noire a5 · Pion noir sur case blanche d5 · Pion blanc sur case noire e5 · Pion noir sur case blanche f5 · Fou blanc sur case noire g5 · Tour noire sur case blanche e4 · Pion blanc sur case noire h4 · Pion blanc sur case noire a3 · Pion noir sur case noire c3 · Dame blanche sur case blanche d3 · Pion blanc sur case noire g3 · Pion blanc sur case blanche c2 · Pion blanc sur case noire f2 · Pion blanc sur case blanche g2 · Roi blanc sur case noire e1 · Fou blanc sur case blanche f1 · Tour blanche sur case blanche h1 | Roi noir sur case blanche e8 · Cavalier noir sur case noire f8 · Tour noire sur case blanche g8 · Pion noir sur case noire a7 · Tour blanche sur case blanche b7 · Fou noir sur case blanche d7 · Pion noir sur case blanche f7 · Dame noire sur case noire a5 · Pion noir sur case blanche d5 · Pion blanc sur case noire e5 · Pion noir sur case blanche f5 · Fou blanc sur case noire g5 · Tour noire sur case blanche e4 · Pion blanc sur case noire h4 · Pion blanc sur case noire a3 · Pion noir sur case noire c3 · Dame blanche sur case blanche d3 · Pion blanc sur case noire g3 · Pion blanc sur case blanche c2 · Pion blanc sur case noire f2 · Pion blanc sur case blanche g2 · Roi blanc sur case noire e1 · Fou blanc sur case blanche f1 · Tour blanche sur case blanche h1 | Roi noir sur case blanche e8 · Cavalier noir sur case noire f8 · Tour noire sur case blanche g8 · Pion noir sur case noire a7 · Tour blanche sur case blanche b7 · Fou noir sur case blanche d7 · Pion noir sur case blanche f7 · Dame noire sur case noire a5 · Pion noir sur case blanche d5 · Pion blanc sur case noire e5 · Pion noir sur case blanche f5 · Fou blanc sur case noire g5 · Tour noire sur case blanche e4 · Pion blanc sur case noire h4 · Pion blanc sur case noire a3 · Pion noir sur case noire c3 · Dame blanche sur case blanche d3 · Pion blanc sur case noire g3 · Pion blanc sur case blanche c2 · Pion blanc sur case noire f2 · Pion blanc sur case blanche g2 · Roi blanc sur case noire e1 · Fou blanc sur case blanche f1 · Tour blanche sur case blanche h1 | Roi noir sur case blanche e8 · Cavalier noir sur case noire f8 · Tour noire sur case blanche g8 · Pion noir sur case noire a7 · Tour blanche sur case blanche b7 · Fou noir sur case blanche d7 · Pion noir sur case blanche f7 · Dame noire sur case noire a5 · Pion noir sur case blanche d5 · Pion blanc sur case noire e5 · Pion noir sur case blanche f5 · Fou blanc sur case noire g5 · Tour noire sur case blanche e4 · Pion blanc sur case noire h4 · Pion blanc sur case noire a3 · Pion noir sur case noire c3 · Dame blanche sur case blanche d3 · Pion blanc sur case noire g3 · Pion blanc sur case blanche c2 · Pion blanc sur case noire f2 · Pion blanc sur case blanche g2 · Roi blanc sur case noire e1 · Fou blanc sur case blanche f1 · Tour blanche sur case blanche h1 | 4 |
| 3 | Roi noir sur case blanche e8 · Cavalier noir sur case noire f8 · Tour noire sur case blanche g8 · Pion noir sur case noire a7 · Tour blanche sur case blanche b7 · Fou noir sur case blanche d7 · Pion noir sur case blanche f7 · Dame noire sur case noire a5 · Pion noir sur case blanche d5 · Pion blanc sur case noire e5 · Pion noir sur case blanche f5 · Fou blanc sur case noire g5 · Tour noire sur case blanche e4 · Pion blanc sur case noire h4 · Pion blanc sur case noire a3 · Pion noir sur case noire c3 · Dame blanche sur case blanche d3 · Pion blanc sur case noire g3 · Pion blanc sur case blanche c2 · Pion blanc sur case noire f2 · Pion blanc sur case blanche g2 · Roi blanc sur case noire e1 · Fou blanc sur case blanche f1 · Tour blanche sur case blanche h1 | Roi noir sur case blanche e8 · Cavalier noir sur case noire f8 · Tour noire sur case blanche g8 · Pion noir sur case noire a7 · Tour blanche sur case blanche b7 · Fou noir sur case blanche d7 · Pion noir sur case blanche f7 · Dame noire sur case noire a5 · Pion noir sur case blanche d5 · Pion blanc sur case noire e5 · Pion noir sur case blanche f5 · Fou blanc sur case noire g5 · Tour noire sur case blanche e4 · Pion blanc sur case noire h4 · Pion blanc sur case noire a3 · Pion noir sur case noire c3 · Dame blanche sur case blanche d3 · Pion blanc sur case noire g3 · Pion blanc sur case blanche c2 · Pion blanc sur case noire f2 · Pion blanc sur case blanche g2 · Roi blanc sur case noire e1 · Fou blanc sur case blanche f1 · Tour blanche sur case blanche h1 | Roi noir sur case blanche e8 · Cavalier noir sur case noire f8 · Tour noire sur case blanche g8 · Pion noir sur case noire a7 · Tour blanche sur case blanche b7 · Fou noir sur case blanche d7 · Pion noir sur case blanche f7 · Dame noire sur case noire a5 · Pion noir sur case blanche d5 · Pion blanc sur case noire e5 · Pion noir sur case blanche f5 · Fou blanc sur case noire g5 · Tour noire sur case blanche e4 · Pion blanc sur case noire h4 · Pion blanc sur case noire a3 · Pion noir sur case noire c3 · Dame blanche sur case blanche d3 · Pion blanc sur case noire g3 · Pion blanc sur case blanche c2 · Pion blanc sur case noire f2 · Pion blanc sur case blanche g2 · Roi blanc sur case noire e1 · Fou blanc sur case blanche f1 · Tour blanche sur case blanche h1 | Roi noir sur case blanche e8 · Cavalier noir sur case noire f8 · Tour noire sur case blanche g8 · Pion noir sur case noire a7 · Tour blanche sur case blanche b7 · Fou noir sur case blanche d7 · Pion noir sur case blanche f7 · Dame noire sur case noire a5 · Pion noir sur case blanche d5 · Pion blanc sur case noire e5 · Pion noir sur case blanche f5 · Fou blanc sur case noire g5 · Tour noire sur case blanche e4 · Pion blanc sur case noire h4 · Pion blanc sur case noire a3 · Pion noir sur case noire c3 · Dame blanche sur case blanche d3 · Pion blanc sur case noire g3 · Pion blanc sur case blanche c2 · Pion blanc sur case noire f2 · Pion blanc sur case blanche g2 · Roi blanc sur case noire e1 · Fou blanc sur case blanche f1 · Tour blanche sur case blanche h1 | Roi noir sur case blanche e8 · Cavalier noir sur case noire f8 · Tour noire sur case blanche g8 · Pion noir sur case noire a7 · Tour blanche sur case blanche b7 · Fou noir sur case blanche d7 · Pion noir sur case blanche f7 · Dame noire sur case noire a5 · Pion noir sur case blanche d5 · Pion blanc sur case noire e5 · Pion noir sur case blanche f5 · Fou blanc sur case noire g5 · Tour noire sur case blanche e4 · Pion blanc sur case noire h4 · Pion blanc sur case noire a3 · Pion noir sur case noire c3 · Dame blanche sur case blanche d3 · Pion blanc sur case noire g3 · Pion blanc sur case blanche c2 · Pion blanc sur case noire f2 · Pion blanc sur case blanche g2 · Roi blanc sur case noire e1 · Fou blanc sur case blanche f1 · Tour blanche sur case blanche h1 | Roi noir sur case blanche e8 · Cavalier noir sur case noire f8 · Tour noire sur case blanche g8 · Pion noir sur case noire a7 · Tour blanche sur case blanche b7 · Fou noir sur case blanche d7 · Pion noir sur case blanche f7 · Dame noire sur case noire a5 · Pion noir sur case blanche d5 · Pion blanc sur case noire e5 · Pion noir sur case blanche f5 · Fou blanc sur case noire g5 · Tour noire sur case blanche e4 · Pion blanc sur case noire h4 · Pion blanc sur case noire a3 · Pion noir sur case noire c3 · Dame blanche sur case blanche d3 · Pion blanc sur case noire g3 · Pion blanc sur case blanche c2 · Pion blanc sur case noire f2 · Pion blanc sur case blanche g2 · Roi blanc sur case noire e1 · Fou blanc sur case blanche f1 · Tour blanche sur case blanche h1 | Roi noir sur case blanche e8 · Cavalier noir sur case noire f8 · Tour noire sur case blanche g8 · Pion noir sur case noire a7 · Tour blanche sur case blanche b7 · Fou noir sur case blanche d7 · Pion noir sur case blanche f7 · Dame noire sur case noire a5 · Pion noir sur case blanche d5 · Pion blanc sur case noire e5 · Pion noir sur case blanche f5 · Fou blanc sur case noire g5 · Tour noire sur case blanche e4 · Pion blanc sur case noire h4 · Pion blanc sur case noire a3 · Pion noir sur case noire c3 · Dame blanche sur case blanche d3 · Pion blanc sur case noire g3 · Pion blanc sur case blanche c2 · Pion blanc sur case noire f2 · Pion blanc sur case blanche g2 · Roi blanc sur case noire e1 · Fou blanc sur case blanche f1 · Tour blanche sur case blanche h1 | Roi noir sur case blanche e8 · Cavalier noir sur case noire f8 · Tour noire sur case blanche g8 · Pion noir sur case noire a7 · Tour blanche sur case blanche b7 · Fou noir sur case blanche d7 · Pion noir sur case blanche f7 · Dame noire sur case noire a5 · Pion noir sur case blanche d5 · Pion blanc sur case noire e5 · Pion noir sur case blanche f5 · Fou blanc sur case noire g5 · Tour noire sur case blanche e4 · Pion blanc sur case noire h4 · Pion blanc sur case noire a3 · Pion noir sur case noire c3 · Dame blanche sur case blanche d3 · Pion blanc sur case noire g3 · Pion blanc sur case blanche c2 · Pion blanc sur case noire f2 · Pion blanc sur case blanche g2 · Roi blanc sur case noire e1 · Fou blanc sur case blanche f1 · Tour blanche sur case blanche h1 | 3 |
| 2 | Roi noir sur case blanche e8 · Cavalier noir sur case noire f8 · Tour noire sur case blanche g8 · Pion noir sur case noire a7 · Tour blanche sur case blanche b7 · Fou noir sur case blanche d7 · Pion noir sur case blanche f7 · Dame noire sur case noire a5 · Pion noir sur case blanche d5 · Pion blanc sur case noire e5 · Pion noir sur case blanche f5 · Fou blanc sur case noire g5 · Tour noire sur case blanche e4 · Pion blanc sur case noire h4 · Pion blanc sur case noire a3 · Pion noir sur case noire c3 · Dame blanche sur case blanche d3 · Pion blanc sur case noire g3 · Pion blanc sur case blanche c2 · Pion blanc sur case noire f2 · Pion blanc sur case blanche g2 · Roi blanc sur case noire e1 · Fou blanc sur case blanche f1 · Tour blanche sur case blanche h1 | Roi noir sur case blanche e8 · Cavalier noir sur case noire f8 · Tour noire sur case blanche g8 · Pion noir sur case noire a7 · Tour blanche sur case blanche b7 · Fou noir sur case blanche d7 · Pion noir sur case blanche f7 · Dame noire sur case noire a5 · Pion noir sur case blanche d5 · Pion blanc sur case noire e5 · Pion noir sur case blanche f5 · Fou blanc sur case noire g5 · Tour noire sur case blanche e4 · Pion blanc sur case noire h4 · Pion blanc sur case noire a3 · Pion noir sur case noire c3 · Dame blanche sur case blanche d3 · Pion blanc sur case noire g3 · Pion blanc sur case blanche c2 · Pion blanc sur case noire f2 · Pion blanc sur case blanche g2 · Roi blanc sur case noire e1 · Fou blanc sur case blanche f1 · Tour blanche sur case blanche h1 | Roi noir sur case blanche e8 · Cavalier noir sur case noire f8 · Tour noire sur case blanche g8 · Pion noir sur case noire a7 · Tour blanche sur case blanche b7 · Fou noir sur case blanche d7 · Pion noir sur case blanche f7 · Dame noire sur case noire a5 · Pion noir sur case blanche d5 · Pion blanc sur case noire e5 · Pion noir sur case blanche f5 · Fou blanc sur case noire g5 · Tour noire sur case blanche e4 · Pion blanc sur case noire h4 · Pion blanc sur case noire a3 · Pion noir sur case noire c3 · Dame blanche sur case blanche d3 · Pion blanc sur case noire g3 · Pion blanc sur case blanche c2 · Pion blanc sur case noire f2 · Pion blanc sur case blanche g2 · Roi blanc sur case noire e1 · Fou blanc sur case blanche f1 · Tour blanche sur case blanche h1 | Roi noir sur case blanche e8 · Cavalier noir sur case noire f8 · Tour noire sur case blanche g8 · Pion noir sur case noire a7 · Tour blanche sur case blanche b7 · Fou noir sur case blanche d7 · Pion noir sur case blanche f7 · Dame noire sur case noire a5 · Pion noir sur case blanche d5 · Pion blanc sur case noire e5 · Pion noir sur case blanche f5 · Fou blanc sur case noire g5 · Tour noire sur case blanche e4 · Pion blanc sur case noire h4 · Pion blanc sur case noire a3 · Pion noir sur case noire c3 · Dame blanche sur case blanche d3 · Pion blanc sur case noire g3 · Pion blanc sur case blanche c2 · Pion blanc sur case noire f2 · Pion blanc sur case blanche g2 · Roi blanc sur case noire e1 · Fou blanc sur case blanche f1 · Tour blanche sur case blanche h1 | Roi noir sur case blanche e8 · Cavalier noir sur case noire f8 · Tour noire sur case blanche g8 · Pion noir sur case noire a7 · Tour blanche sur case blanche b7 · Fou noir sur case blanche d7 · Pion noir sur case blanche f7 · Dame noire sur case noire a5 · Pion noir sur case blanche d5 · Pion blanc sur case noire e5 · Pion noir sur case blanche f5 · Fou blanc sur case noire g5 · Tour noire sur case blanche e4 · Pion blanc sur case noire h4 · Pion blanc sur case noire a3 · Pion noir sur case noire c3 · Dame blanche sur case blanche d3 · Pion blanc sur case noire g3 · Pion blanc sur case blanche c2 · Pion blanc sur case noire f2 · Pion blanc sur case blanche g2 · Roi blanc sur case noire e1 · Fou blanc sur case blanche f1 · Tour blanche sur case blanche h1 | Roi noir sur case blanche e8 · Cavalier noir sur case noire f8 · Tour noire sur case blanche g8 · Pion noir sur case noire a7 · Tour blanche sur case blanche b7 · Fou noir sur case blanche d7 · Pion noir sur case blanche f7 · Dame noire sur case noire a5 · Pion noir sur case blanche d5 · Pion blanc sur case noire e5 · Pion noir sur case blanche f5 · Fou blanc sur case noire g5 · Tour noire sur case blanche e4 · Pion blanc sur case noire h4 · Pion blanc sur case noire a3 · Pion noir sur case noire c3 · Dame blanche sur case blanche d3 · Pion blanc sur case noire g3 · Pion blanc sur case blanche c2 · Pion blanc sur case noire f2 · Pion blanc sur case blanche g2 · Roi blanc sur case noire e1 · Fou blanc sur case blanche f1 · Tour blanche sur case blanche h1 | Roi noir sur case blanche e8 · Cavalier noir sur case noire f8 · Tour noire sur case blanche g8 · Pion noir sur case noire a7 · Tour blanche sur case blanche b7 · Fou noir sur case blanche d7 · Pion noir sur case blanche f7 · Dame noire sur case noire a5 · Pion noir sur case blanche d5 · Pion blanc sur case noire e5 · Pion noir sur case blanche f5 · Fou blanc sur case noire g5 · Tour noire sur case blanche e4 · Pion blanc sur case noire h4 · Pion blanc sur case noire a3 · Pion noir sur case noire c3 · Dame blanche sur case blanche d3 · Pion blanc sur case noire g3 · Pion blanc sur case blanche c2 · Pion blanc sur case noire f2 · Pion blanc sur case blanche g2 · Roi blanc sur case noire e1 · Fou blanc sur case blanche f1 · Tour blanche sur case blanche h1 | Roi noir sur case blanche e8 · Cavalier noir sur case noire f8 · Tour noire sur case blanche g8 · Pion noir sur case noire a7 · Tour blanche sur case blanche b7 · Fou noir sur case blanche d7 · Pion noir sur case blanche f7 · Dame noire sur case noire a5 · Pion noir sur case blanche d5 · Pion blanc sur case noire e5 · Pion noir sur case blanche f5 · Fou blanc sur case noire g5 · Tour noire sur case blanche e4 · Pion blanc sur case noire h4 · Pion blanc sur case noire a3 · Pion noir sur case noire c3 · Dame blanche sur case blanche d3 · Pion blanc sur case noire g3 · Pion blanc sur case blanche c2 · Pion blanc sur case noire f2 · Pion blanc sur case blanche g2 · Roi blanc sur case noire e1 · Fou blanc sur case blanche f1 · Tour blanche sur case blanche h1 | 2 |
| 1 | Roi noir sur case blanche e8 · Cavalier noir sur case noire f8 · Tour noire sur case blanche g8 · Pion noir sur case noire a7 · Tour blanche sur case blanche b7 · Fou noir sur case blanche d7 · Pion noir sur case blanche f7 · Dame noire sur case noire a5 · Pion noir sur case blanche d5 · Pion blanc sur case noire e5 · Pion noir sur case blanche f5 · Fou blanc sur case noire g5 · Tour noire sur case blanche e4 · Pion blanc sur case noire h4 · Pion blanc sur case noire a3 · Pion noir sur case noire c3 · Dame blanche sur case blanche d3 · Pion blanc sur case noire g3 · Pion blanc sur case blanche c2 · Pion blanc sur case noire f2 · Pion blanc sur case blanche g2 · Roi blanc sur case noire e1 · Fou blanc sur case blanche f1 · Tour blanche sur case blanche h1 | Roi noir sur case blanche e8 · Cavalier noir sur case noire f8 · Tour noire sur case blanche g8 · Pion noir sur case noire a7 · Tour blanche sur case blanche b7 · Fou noir sur case blanche d7 · Pion noir sur case blanche f7 · Dame noire sur case noire a5 · Pion noir sur case blanche d5 · Pion blanc sur case noire e5 · Pion noir sur case blanche f5 · Fou blanc sur case noire g5 · Tour noire sur case blanche e4 · Pion blanc sur case noire h4 · Pion blanc sur case noire a3 · Pion noir sur case noire c3 · Dame blanche sur case blanche d3 · Pion blanc sur case noire g3 · Pion blanc sur case blanche c2 · Pion blanc sur case noire f2 · Pion blanc sur case blanche g2 · Roi blanc sur case noire e1 · Fou blanc sur case blanche f1 · Tour blanche sur case blanche h1 | Roi noir sur case blanche e8 · Cavalier noir sur case noire f8 · Tour noire sur case blanche g8 · Pion noir sur case noire a7 · Tour blanche sur case blanche b7 · Fou noir sur case blanche d7 · Pion noir sur case blanche f7 · Dame noire sur case noire a5 · Pion noir sur case blanche d5 · Pion blanc sur case noire e5 · Pion noir sur case blanche f5 · Fou blanc sur case noire g5 · Tour noire sur case blanche e4 · Pion blanc sur case noire h4 · Pion blanc sur case noire a3 · Pion noir sur case noire c3 · Dame blanche sur case blanche d3 · Pion blanc sur case noire g3 · Pion blanc sur case blanche c2 · Pion blanc sur case noire f2 · Pion blanc sur case blanche g2 · Roi blanc sur case noire e1 · Fou blanc sur case blanche f1 · Tour blanche sur case blanche h1 | Roi noir sur case blanche e8 · Cavalier noir sur case noire f8 · Tour noire sur case blanche g8 · Pion noir sur case noire a7 · Tour blanche sur case blanche b7 · Fou noir sur case blanche d7 · Pion noir sur case blanche f7 · Dame noire sur case noire a5 · Pion noir sur case blanche d5 · Pion blanc sur case noire e5 · Pion noir sur case blanche f5 · Fou blanc sur case noire g5 · Tour noire sur case blanche e4 · Pion blanc sur case noire h4 · Pion blanc sur case noire a3 · Pion noir sur case noire c3 · Dame blanche sur case blanche d3 · Pion blanc sur case noire g3 · Pion blanc sur case blanche c2 · Pion blanc sur case noire f2 · Pion blanc sur case blanche g2 · Roi blanc sur case noire e1 · Fou blanc sur case blanche f1 · Tour blanche sur case blanche h1 | Roi noir sur case blanche e8 · Cavalier noir sur case noire f8 · Tour noire sur case blanche g8 · Pion noir sur case noire a7 · Tour blanche sur case blanche b7 · Fou noir sur case blanche d7 · Pion noir sur case blanche f7 · Dame noire sur case noire a5 · Pion noir sur case blanche d5 · Pion blanc sur case noire e5 · Pion noir sur case blanche f5 · Fou blanc sur case noire g5 · Tour noire sur case blanche e4 · Pion blanc sur case noire h4 · Pion blanc sur case noire a3 · Pion noir sur case noire c3 · Dame blanche sur case blanche d3 · Pion blanc sur case noire g3 · Pion blanc sur case blanche c2 · Pion blanc sur case noire f2 · Pion blanc sur case blanche g2 · Roi blanc sur case noire e1 · Fou blanc sur case blanche f1 · Tour blanche sur case blanche h1 | Roi noir sur case blanche e8 · Cavalier noir sur case noire f8 · Tour noire sur case blanche g8 · Pion noir sur case noire a7 · Tour blanche sur case blanche b7 · Fou noir sur case blanche d7 · Pion noir sur case blanche f7 · Dame noire sur case noire a5 · Pion noir sur case blanche d5 · Pion blanc sur case noire e5 · Pion noir sur case blanche f5 · Fou blanc sur case noire g5 · Tour noire sur case blanche e4 · Pion blanc sur case noire h4 · Pion blanc sur case noire a3 · Pion noir sur case noire c3 · Dame blanche sur case blanche d3 · Pion blanc sur case noire g3 · Pion blanc sur case blanche c2 · Pion blanc sur case noire f2 · Pion blanc sur case blanche g2 · Roi blanc sur case noire e1 · Fou blanc sur case blanche f1 · Tour blanche sur case blanche h1 | Roi noir sur case blanche e8 · Cavalier noir sur case noire f8 · Tour noire sur case blanche g8 · Pion noir sur case noire a7 · Tour blanche sur case blanche b7 · Fou noir sur case blanche d7 · Pion noir sur case blanche f7 · Dame noire sur case noire a5 · Pion noir sur case blanche d5 · Pion blanc sur case noire e5 · Pion noir sur case blanche f5 · Fou blanc sur case noire g5 · Tour noire sur case blanche e4 · Pion blanc sur case noire h4 · Pion blanc sur case noire a3 · Pion noir sur case noire c3 · Dame blanche sur case blanche d3 · Pion blanc sur case noire g3 · Pion blanc sur case blanche c2 · Pion blanc sur case noire f2 · Pion blanc sur case blanche g2 · Roi blanc sur case noire e1 · Fou blanc sur case blanche f1 · Tour blanche sur case blanche h1 | Roi noir sur case blanche e8 · Cavalier noir sur case noire f8 · Tour noire sur case blanche g8 · Pion noir sur case noire a7 · Tour blanche sur case blanche b7 · Fou noir sur case blanche d7 · Pion noir sur case blanche f7 · Dame noire sur case noire a5 · Pion noir sur case blanche d5 · Pion blanc sur case noire e5 · Pion noir sur case blanche f5 · Fou blanc sur case noire g5 · Tour noire sur case blanche e4 · Pion blanc sur case noire h4 · Pion blanc sur case noire a3 · Pion noir sur case noire c3 · Dame blanche sur case blanche d3 · Pion blanc sur case noire g3 · Pion blanc sur case blanche c2 · Pion blanc sur case noire f2 · Pion blanc sur case blanche g2 · Roi blanc sur case noire e1 · Fou blanc sur case blanche f1 · Tour blanche sur case blanche h1 | 1 |
|   | a | b | c | d | e | f | g | h |   |

Vassily Smyslov - Mikhail Botvinnik,

Championnat du monde d'échecs 1954, Moscou, 9e partie, défense française variante Winawer

1.e4 e6 2.d4 d5 3.Cc3 Fb4 4.e5 c5 5.a3 Fa5 6.b4 cxd4 7.Dg4 Ce7 8.bxa5 dxc3 9.Dxg7 Tg8 10.Dxh7 Cd7 11.Cf3 Cf8? 12.Dd3 Dxa5 13.h4 Fd7 14.Fg5 Tc8 15.Cd4! Cf5 16.Tb1! Tc4 17.Cxf5 exf5 18.Txb7 Te4+? (diagramme)
19.Dxe4! dxe4 20.Tb8+ Fc8 21.Fb5+ Dxb5 22.Txb5 Ce6 23.Ff6 Txg2 24.h5 Fa6 25.h6  1-0.

### Smyslov - Botvinnik, 1955
|   | a | b | c | d | e | f | g | h |   |
| 8 | Tour noire sur case blanche a8 · Roi noir sur case blanche g8 · Pion noir sur case blanche b7 · Cavalier noir sur case noire c7 · Tour noire sur case noire e7 · Pion noir sur case blanche h7 · Tour blanche sur case noire d6 · Pion noir sur case blanche g6 · Pion noir sur case noire e5 · Cavalier blanc sur case noire g5 · Dame noire sur case blanche a4 · Pion blanc sur case blanche e4 · Pion blanc sur case noire e3 · Pion blanc sur case noire g3 · Pion blanc sur case noire h2 · Dame blanche sur case blanche d1 · Tour blanche sur case blanche f1 · Roi blanc sur case noire g1 | Tour noire sur case blanche a8 · Roi noir sur case blanche g8 · Pion noir sur case blanche b7 · Cavalier noir sur case noire c7 · Tour noire sur case noire e7 · Pion noir sur case blanche h7 · Tour blanche sur case noire d6 · Pion noir sur case blanche g6 · Pion noir sur case noire e5 · Cavalier blanc sur case noire g5 · Dame noire sur case blanche a4 · Pion blanc sur case blanche e4 · Pion blanc sur case noire e3 · Pion blanc sur case noire g3 · Pion blanc sur case noire h2 · Dame blanche sur case blanche d1 · Tour blanche sur case blanche f1 · Roi blanc sur case noire g1 | Tour noire sur case blanche a8 · Roi noir sur case blanche g8 · Pion noir sur case blanche b7 · Cavalier noir sur case noire c7 · Tour noire sur case noire e7 · Pion noir sur case blanche h7 · Tour blanche sur case noire d6 · Pion noir sur case blanche g6 · Pion noir sur case noire e5 · Cavalier blanc sur case noire g5 · Dame noire sur case blanche a4 · Pion blanc sur case blanche e4 · Pion blanc sur case noire e3 · Pion blanc sur case noire g3 · Pion blanc sur case noire h2 · Dame blanche sur case blanche d1 · Tour blanche sur case blanche f1 · Roi blanc sur case noire g1 | Tour noire sur case blanche a8 · Roi noir sur case blanche g8 · Pion noir sur case blanche b7 · Cavalier noir sur case noire c7 · Tour noire sur case noire e7 · Pion noir sur case blanche h7 · Tour blanche sur case noire d6 · Pion noir sur case blanche g6 · Pion noir sur case noire e5 · Cavalier blanc sur case noire g5 · Dame noire sur case blanche a4 · Pion blanc sur case blanche e4 · Pion blanc sur case noire e3 · Pion blanc sur case noire g3 · Pion blanc sur case noire h2 · Dame blanche sur case blanche d1 · Tour blanche sur case blanche f1 · Roi blanc sur case noire g1 | Tour noire sur case blanche a8 · Roi noir sur case blanche g8 · Pion noir sur case blanche b7 · Cavalier noir sur case noire c7 · Tour noire sur case noire e7 · Pion noir sur case blanche h7 · Tour blanche sur case noire d6 · Pion noir sur case blanche g6 · Pion noir sur case noire e5 · Cavalier blanc sur case noire g5 · Dame noire sur case blanche a4 · Pion blanc sur case blanche e4 · Pion blanc sur case noire e3 · Pion blanc sur case noire g3 · Pion blanc sur case noire h2 · Dame blanche sur case blanche d1 · Tour blanche sur case blanche f1 · Roi blanc sur case noire g1 | Tour noire sur case blanche a8 · Roi noir sur case blanche g8 · Pion noir sur case blanche b7 · Cavalier noir sur case noire c7 · Tour noire sur case noire e7 · Pion noir sur case blanche h7 · Tour blanche sur case noire d6 · Pion noir sur case blanche g6 · Pion noir sur case noire e5 · Cavalier blanc sur case noire g5 · Dame noire sur case blanche a4 · Pion blanc sur case blanche e4 · Pion blanc sur case noire e3 · Pion blanc sur case noire g3 · Pion blanc sur case noire h2 · Dame blanche sur case blanche d1 · Tour blanche sur case blanche f1 · Roi blanc sur case noire g1 | Tour noire sur case blanche a8 · Roi noir sur case blanche g8 · Pion noir sur case blanche b7 · Cavalier noir sur case noire c7 · Tour noire sur case noire e7 · Pion noir sur case blanche h7 · Tour blanche sur case noire d6 · Pion noir sur case blanche g6 · Pion noir sur case noire e5 · Cavalier blanc sur case noire g5 · Dame noire sur case blanche a4 · Pion blanc sur case blanche e4 · Pion blanc sur case noire e3 · Pion blanc sur case noire g3 · Pion blanc sur case noire h2 · Dame blanche sur case blanche d1 · Tour blanche sur case blanche f1 · Roi blanc sur case noire g1 | Tour noire sur case blanche a8 · Roi noir sur case blanche g8 · Pion noir sur case blanche b7 · Cavalier noir sur case noire c7 · Tour noire sur case noire e7 · Pion noir sur case blanche h7 · Tour blanche sur case noire d6 · Pion noir sur case blanche g6 · Pion noir sur case noire e5 · Cavalier blanc sur case noire g5 · Dame noire sur case blanche a4 · Pion blanc sur case blanche e4 · Pion blanc sur case noire e3 · Pion blanc sur case noire g3 · Pion blanc sur case noire h2 · Dame blanche sur case blanche d1 · Tour blanche sur case blanche f1 · Roi blanc sur case noire g1 | 8 |
| 7 | Tour noire sur case blanche a8 · Roi noir sur case blanche g8 · Pion noir sur case blanche b7 · Cavalier noir sur case noire c7 · Tour noire sur case noire e7 · Pion noir sur case blanche h7 · Tour blanche sur case noire d6 · Pion noir sur case blanche g6 · Pion noir sur case noire e5 · Cavalier blanc sur case noire g5 · Dame noire sur case blanche a4 · Pion blanc sur case blanche e4 · Pion blanc sur case noire e3 · Pion blanc sur case noire g3 · Pion blanc sur case noire h2 · Dame blanche sur case blanche d1 · Tour blanche sur case blanche f1 · Roi blanc sur case noire g1 | Tour noire sur case blanche a8 · Roi noir sur case blanche g8 · Pion noir sur case blanche b7 · Cavalier noir sur case noire c7 · Tour noire sur case noire e7 · Pion noir sur case blanche h7 · Tour blanche sur case noire d6 · Pion noir sur case blanche g6 · Pion noir sur case noire e5 · Cavalier blanc sur case noire g5 · Dame noire sur case blanche a4 · Pion blanc sur case blanche e4 · Pion blanc sur case noire e3 · Pion blanc sur case noire g3 · Pion blanc sur case noire h2 · Dame blanche sur case blanche d1 · Tour blanche sur case blanche f1 · Roi blanc sur case noire g1 | Tour noire sur case blanche a8 · Roi noir sur case blanche g8 · Pion noir sur case blanche b7 · Cavalier noir sur case noire c7 · Tour noire sur case noire e7 · Pion noir sur case blanche h7 · Tour blanche sur case noire d6 · Pion noir sur case blanche g6 · Pion noir sur case noire e5 · Cavalier blanc sur case noire g5 · Dame noire sur case blanche a4 · Pion blanc sur case blanche e4 · Pion blanc sur case noire e3 · Pion blanc sur case noire g3 · Pion blanc sur case noire h2 · Dame blanche sur case blanche d1 · Tour blanche sur case blanche f1 · Roi blanc sur case noire g1 | Tour noire sur case blanche a8 · Roi noir sur case blanche g8 · Pion noir sur case blanche b7 · Cavalier noir sur case noire c7 · Tour noire sur case noire e7 · Pion noir sur case blanche h7 · Tour blanche sur case noire d6 · Pion noir sur case blanche g6 · Pion noir sur case noire e5 · Cavalier blanc sur case noire g5 · Dame noire sur case blanche a4 · Pion blanc sur case blanche e4 · Pion blanc sur case noire e3 · Pion blanc sur case noire g3 · Pion blanc sur case noire h2 · Dame blanche sur case blanche d1 · Tour blanche sur case blanche f1 · Roi blanc sur case noire g1 | Tour noire sur case blanche a8 · Roi noir sur case blanche g8 · Pion noir sur case blanche b7 · Cavalier noir sur case noire c7 · Tour noire sur case noire e7 · Pion noir sur case blanche h7 · Tour blanche sur case noire d6 · Pion noir sur case blanche g6 · Pion noir sur case noire e5 · Cavalier blanc sur case noire g5 · Dame noire sur case blanche a4 · Pion blanc sur case blanche e4 · Pion blanc sur case noire e3 · Pion blanc sur case noire g3 · Pion blanc sur case noire h2 · Dame blanche sur case blanche d1 · Tour blanche sur case blanche f1 · Roi blanc sur case noire g1 | Tour noire sur case blanche a8 · Roi noir sur case blanche g8 · Pion noir sur case blanche b7 · Cavalier noir sur case noire c7 · Tour noire sur case noire e7 · Pion noir sur case blanche h7 · Tour blanche sur case noire d6 · Pion noir sur case blanche g6 · Pion noir sur case noire e5 · Cavalier blanc sur case noire g5 · Dame noire sur case blanche a4 · Pion blanc sur case blanche e4 · Pion blanc sur case noire e3 · Pion blanc sur case noire g3 · Pion blanc sur case noire h2 · Dame blanche sur case blanche d1 · Tour blanche sur case blanche f1 · Roi blanc sur case noire g1 | Tour noire sur case blanche a8 · Roi noir sur case blanche g8 · Pion noir sur case blanche b7 · Cavalier noir sur case noire c7 · Tour noire sur case noire e7 · Pion noir sur case blanche h7 · Tour blanche sur case noire d6 · Pion noir sur case blanche g6 · Pion noir sur case noire e5 · Cavalier blanc sur case noire g5 · Dame noire sur case blanche a4 · Pion blanc sur case blanche e4 · Pion blanc sur case noire e3 · Pion blanc sur case noire g3 · Pion blanc sur case noire h2 · Dame blanche sur case blanche d1 · Tour blanche sur case blanche f1 · Roi blanc sur case noire g1 | Tour noire sur case blanche a8 · Roi noir sur case blanche g8 · Pion noir sur case blanche b7 · Cavalier noir sur case noire c7 · Tour noire sur case noire e7 · Pion noir sur case blanche h7 · Tour blanche sur case noire d6 · Pion noir sur case blanche g6 · Pion noir sur case noire e5 · Cavalier blanc sur case noire g5 · Dame noire sur case blanche a4 · Pion blanc sur case blanche e4 · Pion blanc sur case noire e3 · Pion blanc sur case noire g3 · Pion blanc sur case noire h2 · Dame blanche sur case blanche d1 · Tour blanche sur case blanche f1 · Roi blanc sur case noire g1 | 7 |
| 6 | Tour noire sur case blanche a8 · Roi noir sur case blanche g8 · Pion noir sur case blanche b7 · Cavalier noir sur case noire c7 · Tour noire sur case noire e7 · Pion noir sur case blanche h7 · Tour blanche sur case noire d6 · Pion noir sur case blanche g6 · Pion noir sur case noire e5 · Cavalier blanc sur case noire g5 · Dame noire sur case blanche a4 · Pion blanc sur case blanche e4 · Pion blanc sur case noire e3 · Pion blanc sur case noire g3 · Pion blanc sur case noire h2 · Dame blanche sur case blanche d1 · Tour blanche sur case blanche f1 · Roi blanc sur case noire g1 | Tour noire sur case blanche a8 · Roi noir sur case blanche g8 · Pion noir sur case blanche b7 · Cavalier noir sur case noire c7 · Tour noire sur case noire e7 · Pion noir sur case blanche h7 · Tour blanche sur case noire d6 · Pion noir sur case blanche g6 · Pion noir sur case noire e5 · Cavalier blanc sur case noire g5 · Dame noire sur case blanche a4 · Pion blanc sur case blanche e4 · Pion blanc sur case noire e3 · Pion blanc sur case noire g3 · Pion blanc sur case noire h2 · Dame blanche sur case blanche d1 · Tour blanche sur case blanche f1 · Roi blanc sur case noire g1 | Tour noire sur case blanche a8 · Roi noir sur case blanche g8 · Pion noir sur case blanche b7 · Cavalier noir sur case noire c7 · Tour noire sur case noire e7 · Pion noir sur case blanche h7 · Tour blanche sur case noire d6 · Pion noir sur case blanche g6 · Pion noir sur case noire e5 · Cavalier blanc sur case noire g5 · Dame noire sur case blanche a4 · Pion blanc sur case blanche e4 · Pion blanc sur case noire e3 · Pion blanc sur case noire g3 · Pion blanc sur case noire h2 · Dame blanche sur case blanche d1 · Tour blanche sur case blanche f1 · Roi blanc sur case noire g1 | Tour noire sur case blanche a8 · Roi noir sur case blanche g8 · Pion noir sur case blanche b7 · Cavalier noir sur case noire c7 · Tour noire sur case noire e7 · Pion noir sur case blanche h7 · Tour blanche sur case noire d6 · Pion noir sur case blanche g6 · Pion noir sur case noire e5 · Cavalier blanc sur case noire g5 · Dame noire sur case blanche a4 · Pion blanc sur case blanche e4 · Pion blanc sur case noire e3 · Pion blanc sur case noire g3 · Pion blanc sur case noire h2 · Dame blanche sur case blanche d1 · Tour blanche sur case blanche f1 · Roi blanc sur case noire g1 | Tour noire sur case blanche a8 · Roi noir sur case blanche g8 · Pion noir sur case blanche b7 · Cavalier noir sur case noire c7 · Tour noire sur case noire e7 · Pion noir sur case blanche h7 · Tour blanche sur case noire d6 · Pion noir sur case blanche g6 · Pion noir sur case noire e5 · Cavalier blanc sur case noire g5 · Dame noire sur case blanche a4 · Pion blanc sur case blanche e4 · Pion blanc sur case noire e3 · Pion blanc sur case noire g3 · Pion blanc sur case noire h2 · Dame blanche sur case blanche d1 · Tour blanche sur case blanche f1 · Roi blanc sur case noire g1 | Tour noire sur case blanche a8 · Roi noir sur case blanche g8 · Pion noir sur case blanche b7 · Cavalier noir sur case noire c7 · Tour noire sur case noire e7 · Pion noir sur case blanche h7 · Tour blanche sur case noire d6 · Pion noir sur case blanche g6 · Pion noir sur case noire e5 · Cavalier blanc sur case noire g5 · Dame noire sur case blanche a4 · Pion blanc sur case blanche e4 · Pion blanc sur case noire e3 · Pion blanc sur case noire g3 · Pion blanc sur case noire h2 · Dame blanche sur case blanche d1 · Tour blanche sur case blanche f1 · Roi blanc sur case noire g1 | Tour noire sur case blanche a8 · Roi noir sur case blanche g8 · Pion noir sur case blanche b7 · Cavalier noir sur case noire c7 · Tour noire sur case noire e7 · Pion noir sur case blanche h7 · Tour blanche sur case noire d6 · Pion noir sur case blanche g6 · Pion noir sur case noire e5 · Cavalier blanc sur case noire g5 · Dame noire sur case blanche a4 · Pion blanc sur case blanche e4 · Pion blanc sur case noire e3 · Pion blanc sur case noire g3 · Pion blanc sur case noire h2 · Dame blanche sur case blanche d1 · Tour blanche sur case blanche f1 · Roi blanc sur case noire g1 | Tour noire sur case blanche a8 · Roi noir sur case blanche g8 · Pion noir sur case blanche b7 · Cavalier noir sur case noire c7 · Tour noire sur case noire e7 · Pion noir sur case blanche h7 · Tour blanche sur case noire d6 · Pion noir sur case blanche g6 · Pion noir sur case noire e5 · Cavalier blanc sur case noire g5 · Dame noire sur case blanche a4 · Pion blanc sur case blanche e4 · Pion blanc sur case noire e3 · Pion blanc sur case noire g3 · Pion blanc sur case noire h2 · Dame blanche sur case blanche d1 · Tour blanche sur case blanche f1 · Roi blanc sur case noire g1 | 6 |
| 5 | Tour noire sur case blanche a8 · Roi noir sur case blanche g8 · Pion noir sur case blanche b7 · Cavalier noir sur case noire c7 · Tour noire sur case noire e7 · Pion noir sur case blanche h7 · Tour blanche sur case noire d6 · Pion noir sur case blanche g6 · Pion noir sur case noire e5 · Cavalier blanc sur case noire g5 · Dame noire sur case blanche a4 · Pion blanc sur case blanche e4 · Pion blanc sur case noire e3 · Pion blanc sur case noire g3 · Pion blanc sur case noire h2 · Dame blanche sur case blanche d1 · Tour blanche sur case blanche f1 · Roi blanc sur case noire g1 | Tour noire sur case blanche a8 · Roi noir sur case blanche g8 · Pion noir sur case blanche b7 · Cavalier noir sur case noire c7 · Tour noire sur case noire e7 · Pion noir sur case blanche h7 · Tour blanche sur case noire d6 · Pion noir sur case blanche g6 · Pion noir sur case noire e5 · Cavalier blanc sur case noire g5 · Dame noire sur case blanche a4 · Pion blanc sur case blanche e4 · Pion blanc sur case noire e3 · Pion blanc sur case noire g3 · Pion blanc sur case noire h2 · Dame blanche sur case blanche d1 · Tour blanche sur case blanche f1 · Roi blanc sur case noire g1 | Tour noire sur case blanche a8 · Roi noir sur case blanche g8 · Pion noir sur case blanche b7 · Cavalier noir sur case noire c7 · Tour noire sur case noire e7 · Pion noir sur case blanche h7 · Tour blanche sur case noire d6 · Pion noir sur case blanche g6 · Pion noir sur case noire e5 · Cavalier blanc sur case noire g5 · Dame noire sur case blanche a4 · Pion blanc sur case blanche e4 · Pion blanc sur case noire e3 · Pion blanc sur case noire g3 · Pion blanc sur case noire h2 · Dame blanche sur case blanche d1 · Tour blanche sur case blanche f1 · Roi blanc sur case noire g1 | Tour noire sur case blanche a8 · Roi noir sur case blanche g8 · Pion noir sur case blanche b7 · Cavalier noir sur case noire c7 · Tour noire sur case noire e7 · Pion noir sur case blanche h7 · Tour blanche sur case noire d6 · Pion noir sur case blanche g6 · Pion noir sur case noire e5 · Cavalier blanc sur case noire g5 · Dame noire sur case blanche a4 · Pion blanc sur case blanche e4 · Pion blanc sur case noire e3 · Pion blanc sur case noire g3 · Pion blanc sur case noire h2 · Dame blanche sur case blanche d1 · Tour blanche sur case blanche f1 · Roi blanc sur case noire g1 | Tour noire sur case blanche a8 · Roi noir sur case blanche g8 · Pion noir sur case blanche b7 · Cavalier noir sur case noire c7 · Tour noire sur case noire e7 · Pion noir sur case blanche h7 · Tour blanche sur case noire d6 · Pion noir sur case blanche g6 · Pion noir sur case noire e5 · Cavalier blanc sur case noire g5 · Dame noire sur case blanche a4 · Pion blanc sur case blanche e4 · Pion blanc sur case noire e3 · Pion blanc sur case noire g3 · Pion blanc sur case noire h2 · Dame blanche sur case blanche d1 · Tour blanche sur case blanche f1 · Roi blanc sur case noire g1 | Tour noire sur case blanche a8 · Roi noir sur case blanche g8 · Pion noir sur case blanche b7 · Cavalier noir sur case noire c7 · Tour noire sur case noire e7 · Pion noir sur case blanche h7 · Tour blanche sur case noire d6 · Pion noir sur case blanche g6 · Pion noir sur case noire e5 · Cavalier blanc sur case noire g5 · Dame noire sur case blanche a4 · Pion blanc sur case blanche e4 · Pion blanc sur case noire e3 · Pion blanc sur case noire g3 · Pion blanc sur case noire h2 · Dame blanche sur case blanche d1 · Tour blanche sur case blanche f1 · Roi blanc sur case noire g1 | Tour noire sur case blanche a8 · Roi noir sur case blanche g8 · Pion noir sur case blanche b7 · Cavalier noir sur case noire c7 · Tour noire sur case noire e7 · Pion noir sur case blanche h7 · Tour blanche sur case noire d6 · Pion noir sur case blanche g6 · Pion noir sur case noire e5 · Cavalier blanc sur case noire g5 · Dame noire sur case blanche a4 · Pion blanc sur case blanche e4 · Pion blanc sur case noire e3 · Pion blanc sur case noire g3 · Pion blanc sur case noire h2 · Dame blanche sur case blanche d1 · Tour blanche sur case blanche f1 · Roi blanc sur case noire g1 | Tour noire sur case blanche a8 · Roi noir sur case blanche g8 · Pion noir sur case blanche b7 · Cavalier noir sur case noire c7 · Tour noire sur case noire e7 · Pion noir sur case blanche h7 · Tour blanche sur case noire d6 · Pion noir sur case blanche g6 · Pion noir sur case noire e5 · Cavalier blanc sur case noire g5 · Dame noire sur case blanche a4 · Pion blanc sur case blanche e4 · Pion blanc sur case noire e3 · Pion blanc sur case noire g3 · Pion blanc sur case noire h2 · Dame blanche sur case blanche d1 · Tour blanche sur case blanche f1 · Roi blanc sur case noire g1 | 5 |
| 4 | Tour noire sur case blanche a8 · Roi noir sur case blanche g8 · Pion noir sur case blanche b7 · Cavalier noir sur case noire c7 · Tour noire sur case noire e7 · Pion noir sur case blanche h7 · Tour blanche sur case noire d6 · Pion noir sur case blanche g6 · Pion noir sur case noire e5 · Cavalier blanc sur case noire g5 · Dame noire sur case blanche a4 · Pion blanc sur case blanche e4 · Pion blanc sur case noire e3 · Pion blanc sur case noire g3 · Pion blanc sur case noire h2 · Dame blanche sur case blanche d1 · Tour blanche sur case blanche f1 · Roi blanc sur case noire g1 | Tour noire sur case blanche a8 · Roi noir sur case blanche g8 · Pion noir sur case blanche b7 · Cavalier noir sur case noire c7 · Tour noire sur case noire e7 · Pion noir sur case blanche h7 · Tour blanche sur case noire d6 · Pion noir sur case blanche g6 · Pion noir sur case noire e5 · Cavalier blanc sur case noire g5 · Dame noire sur case blanche a4 · Pion blanc sur case blanche e4 · Pion blanc sur case noire e3 · Pion blanc sur case noire g3 · Pion blanc sur case noire h2 · Dame blanche sur case blanche d1 · Tour blanche sur case blanche f1 · Roi blanc sur case noire g1 | Tour noire sur case blanche a8 · Roi noir sur case blanche g8 · Pion noir sur case blanche b7 · Cavalier noir sur case noire c7 · Tour noire sur case noire e7 · Pion noir sur case blanche h7 · Tour blanche sur case noire d6 · Pion noir sur case blanche g6 · Pion noir sur case noire e5 · Cavalier blanc sur case noire g5 · Dame noire sur case blanche a4 · Pion blanc sur case blanche e4 · Pion blanc sur case noire e3 · Pion blanc sur case noire g3 · Pion blanc sur case noire h2 · Dame blanche sur case blanche d1 · Tour blanche sur case blanche f1 · Roi blanc sur case noire g1 | Tour noire sur case blanche a8 · Roi noir sur case blanche g8 · Pion noir sur case blanche b7 · Cavalier noir sur case noire c7 · Tour noire sur case noire e7 · Pion noir sur case blanche h7 · Tour blanche sur case noire d6 · Pion noir sur case blanche g6 · Pion noir sur case noire e5 · Cavalier blanc sur case noire g5 · Dame noire sur case blanche a4 · Pion blanc sur case blanche e4 · Pion blanc sur case noire e3 · Pion blanc sur case noire g3 · Pion blanc sur case noire h2 · Dame blanche sur case blanche d1 · Tour blanche sur case blanche f1 · Roi blanc sur case noire g1 | Tour noire sur case blanche a8 · Roi noir sur case blanche g8 · Pion noir sur case blanche b7 · Cavalier noir sur case noire c7 · Tour noire sur case noire e7 · Pion noir sur case blanche h7 · Tour blanche sur case noire d6 · Pion noir sur case blanche g6 · Pion noir sur case noire e5 · Cavalier blanc sur case noire g5 · Dame noire sur case blanche a4 · Pion blanc sur case blanche e4 · Pion blanc sur case noire e3 · Pion blanc sur case noire g3 · Pion blanc sur case noire h2 · Dame blanche sur case blanche d1 · Tour blanche sur case blanche f1 · Roi blanc sur case noire g1 | Tour noire sur case blanche a8 · Roi noir sur case blanche g8 · Pion noir sur case blanche b7 · Cavalier noir sur case noire c7 · Tour noire sur case noire e7 · Pion noir sur case blanche h7 · Tour blanche sur case noire d6 · Pion noir sur case blanche g6 · Pion noir sur case noire e5 · Cavalier blanc sur case noire g5 · Dame noire sur case blanche a4 · Pion blanc sur case blanche e4 · Pion blanc sur case noire e3 · Pion blanc sur case noire g3 · Pion blanc sur case noire h2 · Dame blanche sur case blanche d1 · Tour blanche sur case blanche f1 · Roi blanc sur case noire g1 | Tour noire sur case blanche a8 · Roi noir sur case blanche g8 · Pion noir sur case blanche b7 · Cavalier noir sur case noire c7 · Tour noire sur case noire e7 · Pion noir sur case blanche h7 · Tour blanche sur case noire d6 · Pion noir sur case blanche g6 · Pion noir sur case noire e5 · Cavalier blanc sur case noire g5 · Dame noire sur case blanche a4 · Pion blanc sur case blanche e4 · Pion blanc sur case noire e3 · Pion blanc sur case noire g3 · Pion blanc sur case noire h2 · Dame blanche sur case blanche d1 · Tour blanche sur case blanche f1 · Roi blanc sur case noire g1 | Tour noire sur case blanche a8 · Roi noir sur case blanche g8 · Pion noir sur case blanche b7 · Cavalier noir sur case noire c7 · Tour noire sur case noire e7 · Pion noir sur case blanche h7 · Tour blanche sur case noire d6 · Pion noir sur case blanche g6 · Pion noir sur case noire e5 · Cavalier blanc sur case noire g5 · Dame noire sur case blanche a4 · Pion blanc sur case blanche e4 · Pion blanc sur case noire e3 · Pion blanc sur case noire g3 · Pion blanc sur case noire h2 · Dame blanche sur case blanche d1 · Tour blanche sur case blanche f1 · Roi blanc sur case noire g1 | 4 |
| 3 | Tour noire sur case blanche a8 · Roi noir sur case blanche g8 · Pion noir sur case blanche b7 · Cavalier noir sur case noire c7 · Tour noire sur case noire e7 · Pion noir sur case blanche h7 · Tour blanche sur case noire d6 · Pion noir sur case blanche g6 · Pion noir sur case noire e5 · Cavalier blanc sur case noire g5 · Dame noire sur case blanche a4 · Pion blanc sur case blanche e4 · Pion blanc sur case noire e3 · Pion blanc sur case noire g3 · Pion blanc sur case noire h2 · Dame blanche sur case blanche d1 · Tour blanche sur case blanche f1 · Roi blanc sur case noire g1 | Tour noire sur case blanche a8 · Roi noir sur case blanche g8 · Pion noir sur case blanche b7 · Cavalier noir sur case noire c7 · Tour noire sur case noire e7 · Pion noir sur case blanche h7 · Tour blanche sur case noire d6 · Pion noir sur case blanche g6 · Pion noir sur case noire e5 · Cavalier blanc sur case noire g5 · Dame noire sur case blanche a4 · Pion blanc sur case blanche e4 · Pion blanc sur case noire e3 · Pion blanc sur case noire g3 · Pion blanc sur case noire h2 · Dame blanche sur case blanche d1 · Tour blanche sur case blanche f1 · Roi blanc sur case noire g1 | Tour noire sur case blanche a8 · Roi noir sur case blanche g8 · Pion noir sur case blanche b7 · Cavalier noir sur case noire c7 · Tour noire sur case noire e7 · Pion noir sur case blanche h7 · Tour blanche sur case noire d6 · Pion noir sur case blanche g6 · Pion noir sur case noire e5 · Cavalier blanc sur case noire g5 · Dame noire sur case blanche a4 · Pion blanc sur case blanche e4 · Pion blanc sur case noire e3 · Pion blanc sur case noire g3 · Pion blanc sur case noire h2 · Dame blanche sur case blanche d1 · Tour blanche sur case blanche f1 · Roi blanc sur case noire g1 | Tour noire sur case blanche a8 · Roi noir sur case blanche g8 · Pion noir sur case blanche b7 · Cavalier noir sur case noire c7 · Tour noire sur case noire e7 · Pion noir sur case blanche h7 · Tour blanche sur case noire d6 · Pion noir sur case blanche g6 · Pion noir sur case noire e5 · Cavalier blanc sur case noire g5 · Dame noire sur case blanche a4 · Pion blanc sur case blanche e4 · Pion blanc sur case noire e3 · Pion blanc sur case noire g3 · Pion blanc sur case noire h2 · Dame blanche sur case blanche d1 · Tour blanche sur case blanche f1 · Roi blanc sur case noire g1 | Tour noire sur case blanche a8 · Roi noir sur case blanche g8 · Pion noir sur case blanche b7 · Cavalier noir sur case noire c7 · Tour noire sur case noire e7 · Pion noir sur case blanche h7 · Tour blanche sur case noire d6 · Pion noir sur case blanche g6 · Pion noir sur case noire e5 · Cavalier blanc sur case noire g5 · Dame noire sur case blanche a4 · Pion blanc sur case blanche e4 · Pion blanc sur case noire e3 · Pion blanc sur case noire g3 · Pion blanc sur case noire h2 · Dame blanche sur case blanche d1 · Tour blanche sur case blanche f1 · Roi blanc sur case noire g1 | Tour noire sur case blanche a8 · Roi noir sur case blanche g8 · Pion noir sur case blanche b7 · Cavalier noir sur case noire c7 · Tour noire sur case noire e7 · Pion noir sur case blanche h7 · Tour blanche sur case noire d6 · Pion noir sur case blanche g6 · Pion noir sur case noire e5 · Cavalier blanc sur case noire g5 · Dame noire sur case blanche a4 · Pion blanc sur case blanche e4 · Pion blanc sur case noire e3 · Pion blanc sur case noire g3 · Pion blanc sur case noire h2 · Dame blanche sur case blanche d1 · Tour blanche sur case blanche f1 · Roi blanc sur case noire g1 | Tour noire sur case blanche a8 · Roi noir sur case blanche g8 · Pion noir sur case blanche b7 · Cavalier noir sur case noire c7 · Tour noire sur case noire e7 · Pion noir sur case blanche h7 · Tour blanche sur case noire d6 · Pion noir sur case blanche g6 · Pion noir sur case noire e5 · Cavalier blanc sur case noire g5 · Dame noire sur case blanche a4 · Pion blanc sur case blanche e4 · Pion blanc sur case noire e3 · Pion blanc sur case noire g3 · Pion blanc sur case noire h2 · Dame blanche sur case blanche d1 · Tour blanche sur case blanche f1 · Roi blanc sur case noire g1 | Tour noire sur case blanche a8 · Roi noir sur case blanche g8 · Pion noir sur case blanche b7 · Cavalier noir sur case noire c7 · Tour noire sur case noire e7 · Pion noir sur case blanche h7 · Tour blanche sur case noire d6 · Pion noir sur case blanche g6 · Pion noir sur case noire e5 · Cavalier blanc sur case noire g5 · Dame noire sur case blanche a4 · Pion blanc sur case blanche e4 · Pion blanc sur case noire e3 · Pion blanc sur case noire g3 · Pion blanc sur case noire h2 · Dame blanche sur case blanche d1 · Tour blanche sur case blanche f1 · Roi blanc sur case noire g1 | 3 |
| 2 | Tour noire sur case blanche a8 · Roi noir sur case blanche g8 · Pion noir sur case blanche b7 · Cavalier noir sur case noire c7 · Tour noire sur case noire e7 · Pion noir sur case blanche h7 · Tour blanche sur case noire d6 · Pion noir sur case blanche g6 · Pion noir sur case noire e5 · Cavalier blanc sur case noire g5 · Dame noire sur case blanche a4 · Pion blanc sur case blanche e4 · Pion blanc sur case noire e3 · Pion blanc sur case noire g3 · Pion blanc sur case noire h2 · Dame blanche sur case blanche d1 · Tour blanche sur case blanche f1 · Roi blanc sur case noire g1 | Tour noire sur case blanche a8 · Roi noir sur case blanche g8 · Pion noir sur case blanche b7 · Cavalier noir sur case noire c7 · Tour noire sur case noire e7 · Pion noir sur case blanche h7 · Tour blanche sur case noire d6 · Pion noir sur case blanche g6 · Pion noir sur case noire e5 · Cavalier blanc sur case noire g5 · Dame noire sur case blanche a4 · Pion blanc sur case blanche e4 · Pion blanc sur case noire e3 · Pion blanc sur case noire g3 · Pion blanc sur case noire h2 · Dame blanche sur case blanche d1 · Tour blanche sur case blanche f1 · Roi blanc sur case noire g1 | Tour noire sur case blanche a8 · Roi noir sur case blanche g8 · Pion noir sur case blanche b7 · Cavalier noir sur case noire c7 · Tour noire sur case noire e7 · Pion noir sur case blanche h7 · Tour blanche sur case noire d6 · Pion noir sur case blanche g6 · Pion noir sur case noire e5 · Cavalier blanc sur case noire g5 · Dame noire sur case blanche a4 · Pion blanc sur case blanche e4 · Pion blanc sur case noire e3 · Pion blanc sur case noire g3 · Pion blanc sur case noire h2 · Dame blanche sur case blanche d1 · Tour blanche sur case blanche f1 · Roi blanc sur case noire g1 | Tour noire sur case blanche a8 · Roi noir sur case blanche g8 · Pion noir sur case blanche b7 · Cavalier noir sur case noire c7 · Tour noire sur case noire e7 · Pion noir sur case blanche h7 · Tour blanche sur case noire d6 · Pion noir sur case blanche g6 · Pion noir sur case noire e5 · Cavalier blanc sur case noire g5 · Dame noire sur case blanche a4 · Pion blanc sur case blanche e4 · Pion blanc sur case noire e3 · Pion blanc sur case noire g3 · Pion blanc sur case noire h2 · Dame blanche sur case blanche d1 · Tour blanche sur case blanche f1 · Roi blanc sur case noire g1 | Tour noire sur case blanche a8 · Roi noir sur case blanche g8 · Pion noir sur case blanche b7 · Cavalier noir sur case noire c7 · Tour noire sur case noire e7 · Pion noir sur case blanche h7 · Tour blanche sur case noire d6 · Pion noir sur case blanche g6 · Pion noir sur case noire e5 · Cavalier blanc sur case noire g5 · Dame noire sur case blanche a4 · Pion blanc sur case blanche e4 · Pion blanc sur case noire e3 · Pion blanc sur case noire g3 · Pion blanc sur case noire h2 · Dame blanche sur case blanche d1 · Tour blanche sur case blanche f1 · Roi blanc sur case noire g1 | Tour noire sur case blanche a8 · Roi noir sur case blanche g8 · Pion noir sur case blanche b7 · Cavalier noir sur case noire c7 · Tour noire sur case noire e7 · Pion noir sur case blanche h7 · Tour blanche sur case noire d6 · Pion noir sur case blanche g6 · Pion noir sur case noire e5 · Cavalier blanc sur case noire g5 · Dame noire sur case blanche a4 · Pion blanc sur case blanche e4 · Pion blanc sur case noire e3 · Pion blanc sur case noire g3 · Pion blanc sur case noire h2 · Dame blanche sur case blanche d1 · Tour blanche sur case blanche f1 · Roi blanc sur case noire g1 | Tour noire sur case blanche a8 · Roi noir sur case blanche g8 · Pion noir sur case blanche b7 · Cavalier noir sur case noire c7 · Tour noire sur case noire e7 · Pion noir sur case blanche h7 · Tour blanche sur case noire d6 · Pion noir sur case blanche g6 · Pion noir sur case noire e5 · Cavalier blanc sur case noire g5 · Dame noire sur case blanche a4 · Pion blanc sur case blanche e4 · Pion blanc sur case noire e3 · Pion blanc sur case noire g3 · Pion blanc sur case noire h2 · Dame blanche sur case blanche d1 · Tour blanche sur case blanche f1 · Roi blanc sur case noire g1 | Tour noire sur case blanche a8 · Roi noir sur case blanche g8 · Pion noir sur case blanche b7 · Cavalier noir sur case noire c7 · Tour noire sur case noire e7 · Pion noir sur case blanche h7 · Tour blanche sur case noire d6 · Pion noir sur case blanche g6 · Pion noir sur case noire e5 · Cavalier blanc sur case noire g5 · Dame noire sur case blanche a4 · Pion blanc sur case blanche e4 · Pion blanc sur case noire e3 · Pion blanc sur case noire g3 · Pion blanc sur case noire h2 · Dame blanche sur case blanche d1 · Tour blanche sur case blanche f1 · Roi blanc sur case noire g1 | 2 |
| 1 | Tour noire sur case blanche a8 · Roi noir sur case blanche g8 · Pion noir sur case blanche b7 · Cavalier noir sur case noire c7 · Tour noire sur case noire e7 · Pion noir sur case blanche h7 · Tour blanche sur case noire d6 · Pion noir sur case blanche g6 · Pion noir sur case noire e5 · Cavalier blanc sur case noire g5 · Dame noire sur case blanche a4 · Pion blanc sur case blanche e4 · Pion blanc sur case noire e3 · Pion blanc sur case noire g3 · Pion blanc sur case noire h2 · Dame blanche sur case blanche d1 · Tour blanche sur case blanche f1 · Roi blanc sur case noire g1 | Tour noire sur case blanche a8 · Roi noir sur case blanche g8 · Pion noir sur case blanche b7 · Cavalier noir sur case noire c7 · Tour noire sur case noire e7 · Pion noir sur case blanche h7 · Tour blanche sur case noire d6 · Pion noir sur case blanche g6 · Pion noir sur case noire e5 · Cavalier blanc sur case noire g5 · Dame noire sur case blanche a4 · Pion blanc sur case blanche e4 · Pion blanc sur case noire e3 · Pion blanc sur case noire g3 · Pion blanc sur case noire h2 · Dame blanche sur case blanche d1 · Tour blanche sur case blanche f1 · Roi blanc sur case noire g1 | Tour noire sur case blanche a8 · Roi noir sur case blanche g8 · Pion noir sur case blanche b7 · Cavalier noir sur case noire c7 · Tour noire sur case noire e7 · Pion noir sur case blanche h7 · Tour blanche sur case noire d6 · Pion noir sur case blanche g6 · Pion noir sur case noire e5 · Cavalier blanc sur case noire g5 · Dame noire sur case blanche a4 · Pion blanc sur case blanche e4 · Pion blanc sur case noire e3 · Pion blanc sur case noire g3 · Pion blanc sur case noire h2 · Dame blanche sur case blanche d1 · Tour blanche sur case blanche f1 · Roi blanc sur case noire g1 | Tour noire sur case blanche a8 · Roi noir sur case blanche g8 · Pion noir sur case blanche b7 · Cavalier noir sur case noire c7 · Tour noire sur case noire e7 · Pion noir sur case blanche h7 · Tour blanche sur case noire d6 · Pion noir sur case blanche g6 · Pion noir sur case noire e5 · Cavalier blanc sur case noire g5 · Dame noire sur case blanche a4 · Pion blanc sur case blanche e4 · Pion blanc sur case noire e3 · Pion blanc sur case noire g3 · Pion blanc sur case noire h2 · Dame blanche sur case blanche d1 · Tour blanche sur case blanche f1 · Roi blanc sur case noire g1 | Tour noire sur case blanche a8 · Roi noir sur case blanche g8 · Pion noir sur case blanche b7 · Cavalier noir sur case noire c7 · Tour noire sur case noire e7 · Pion noir sur case blanche h7 · Tour blanche sur case noire d6 · Pion noir sur case blanche g6 · Pion noir sur case noire e5 · Cavalier blanc sur case noire g5 · Dame noire sur case blanche a4 · Pion blanc sur case blanche e4 · Pion blanc sur case noire e3 · Pion blanc sur case noire g3 · Pion blanc sur case noire h2 · Dame blanche sur case blanche d1 · Tour blanche sur case blanche f1 · Roi blanc sur case noire g1 | Tour noire sur case blanche a8 · Roi noir sur case blanche g8 · Pion noir sur case blanche b7 · Cavalier noir sur case noire c7 · Tour noire sur case noire e7 · Pion noir sur case blanche h7 · Tour blanche sur case noire d6 · Pion noir sur case blanche g6 · Pion noir sur case noire e5 · Cavalier blanc sur case noire g5 · Dame noire sur case blanche a4 · Pion blanc sur case blanche e4 · Pion blanc sur case noire e3 · Pion blanc sur case noire g3 · Pion blanc sur case noire h2 · Dame blanche sur case blanche d1 · Tour blanche sur case blanche f1 · Roi blanc sur case noire g1 | Tour noire sur case blanche a8 · Roi noir sur case blanche g8 · Pion noir sur case blanche b7 · Cavalier noir sur case noire c7 · Tour noire sur case noire e7 · Pion noir sur case blanche h7 · Tour blanche sur case noire d6 · Pion noir sur case blanche g6 · Pion noir sur case noire e5 · Cavalier blanc sur case noire g5 · Dame noire sur case blanche a4 · Pion blanc sur case blanche e4 · Pion blanc sur case noire e3 · Pion blanc sur case noire g3 · Pion blanc sur case noire h2 · Dame blanche sur case blanche d1 · Tour blanche sur case blanche f1 · Roi blanc sur case noire g1 | Tour noire sur case blanche a8 · Roi noir sur case blanche g8 · Pion noir sur case blanche b7 · Cavalier noir sur case noire c7 · Tour noire sur case noire e7 · Pion noir sur case blanche h7 · Tour blanche sur case noire d6 · Pion noir sur case blanche g6 · Pion noir sur case noire e5 · Cavalier blanc sur case noire g5 · Dame noire sur case blanche a4 · Pion blanc sur case blanche e4 · Pion blanc sur case noire e3 · Pion blanc sur case noire g3 · Pion blanc sur case noire h2 · Dame blanche sur case blanche d1 · Tour blanche sur case blanche f1 · Roi blanc sur case noire g1 | 1 |
|   | a | b | c | d | e | f | g | h |   |

Vassily Smyslov - Mikhail Botvinnik, Championnat d'URSS 1955

1.Cf3 Cf6 2.g3 g6 3.Fg2 Fg7 4.O-O O-O 5.d3 c5 6.e4 Cc6 7.Cbd2 d6 8.a4 Ce8 9.Cc4 e5 10.c3 f5 11.b4 cxb4 12.cxb4 fxe4 13.dxe4 Fe6 (Cxb4 14. Db3) 14.Ce3 Cxb4 15.Tb1 a5 16.Fa3 Cc7 17.Fxb4 axb4 18.Txb4 Fh6 19.Tb6 Fxe3 20.fxe3 Fc4 (Cd5 21.exd5 Dxb6 22.dxe6 donne l'avantage aux Blancs) 21.Txd6 De8 22.Te1 Tf7 23.Cg5 Te7 24.Ff1! (le coup décisif) Fxf1 25.Txf1 Dxa4? (h6) (diagramme)
26.Td8+ Te8 (si Rg7 ou Ce8 27. Df3 gagne) 27.Df3 Dc4 28.Td7 1-0 (la menace est Df6, si 28... Tf8 29. Cf7 menace soit Df6, soit Ch6+).

### Exemple de fin de partie
|   | a | b | c | d | e | f | g | h |   |
| 8 | Pion noir sur case blanche f7 · Roi noir sur case noire g7 · Pion noir sur case blanche g6 · Fou blanc sur case blanche c4 · Fou noir sur case noire d4 · Pion blanc sur case blanche g4 · Pion noir sur case noire h4 · Pion noir sur case noire a3 · Pion blanc sur case blanche h3 · Roi blanc sur case blanche e2 · Pion blanc sur case noire f2 | Pion noir sur case blanche f7 · Roi noir sur case noire g7 · Pion noir sur case blanche g6 · Fou blanc sur case blanche c4 · Fou noir sur case noire d4 · Pion blanc sur case blanche g4 · Pion noir sur case noire h4 · Pion noir sur case noire a3 · Pion blanc sur case blanche h3 · Roi blanc sur case blanche e2 · Pion blanc sur case noire f2 | Pion noir sur case blanche f7 · Roi noir sur case noire g7 · Pion noir sur case blanche g6 · Fou blanc sur case blanche c4 · Fou noir sur case noire d4 · Pion blanc sur case blanche g4 · Pion noir sur case noire h4 · Pion noir sur case noire a3 · Pion blanc sur case blanche h3 · Roi blanc sur case blanche e2 · Pion blanc sur case noire f2 | Pion noir sur case blanche f7 · Roi noir sur case noire g7 · Pion noir sur case blanche g6 · Fou blanc sur case blanche c4 · Fou noir sur case noire d4 · Pion blanc sur case blanche g4 · Pion noir sur case noire h4 · Pion noir sur case noire a3 · Pion blanc sur case blanche h3 · Roi blanc sur case blanche e2 · Pion blanc sur case noire f2 | Pion noir sur case blanche f7 · Roi noir sur case noire g7 · Pion noir sur case blanche g6 · Fou blanc sur case blanche c4 · Fou noir sur case noire d4 · Pion blanc sur case blanche g4 · Pion noir sur case noire h4 · Pion noir sur case noire a3 · Pion blanc sur case blanche h3 · Roi blanc sur case blanche e2 · Pion blanc sur case noire f2 | Pion noir sur case blanche f7 · Roi noir sur case noire g7 · Pion noir sur case blanche g6 · Fou blanc sur case blanche c4 · Fou noir sur case noire d4 · Pion blanc sur case blanche g4 · Pion noir sur case noire h4 · Pion noir sur case noire a3 · Pion blanc sur case blanche h3 · Roi blanc sur case blanche e2 · Pion blanc sur case noire f2 | Pion noir sur case blanche f7 · Roi noir sur case noire g7 · Pion noir sur case blanche g6 · Fou blanc sur case blanche c4 · Fou noir sur case noire d4 · Pion blanc sur case blanche g4 · Pion noir sur case noire h4 · Pion noir sur case noire a3 · Pion blanc sur case blanche h3 · Roi blanc sur case blanche e2 · Pion blanc sur case noire f2 | Pion noir sur case blanche f7 · Roi noir sur case noire g7 · Pion noir sur case blanche g6 · Fou blanc sur case blanche c4 · Fou noir sur case noire d4 · Pion blanc sur case blanche g4 · Pion noir sur case noire h4 · Pion noir sur case noire a3 · Pion blanc sur case blanche h3 · Roi blanc sur case blanche e2 · Pion blanc sur case noire f2 | 8 |
| 7 | Pion noir sur case blanche f7 · Roi noir sur case noire g7 · Pion noir sur case blanche g6 · Fou blanc sur case blanche c4 · Fou noir sur case noire d4 · Pion blanc sur case blanche g4 · Pion noir sur case noire h4 · Pion noir sur case noire a3 · Pion blanc sur case blanche h3 · Roi blanc sur case blanche e2 · Pion blanc sur case noire f2 | Pion noir sur case blanche f7 · Roi noir sur case noire g7 · Pion noir sur case blanche g6 · Fou blanc sur case blanche c4 · Fou noir sur case noire d4 · Pion blanc sur case blanche g4 · Pion noir sur case noire h4 · Pion noir sur case noire a3 · Pion blanc sur case blanche h3 · Roi blanc sur case blanche e2 · Pion blanc sur case noire f2 | Pion noir sur case blanche f7 · Roi noir sur case noire g7 · Pion noir sur case blanche g6 · Fou blanc sur case blanche c4 · Fou noir sur case noire d4 · Pion blanc sur case blanche g4 · Pion noir sur case noire h4 · Pion noir sur case noire a3 · Pion blanc sur case blanche h3 · Roi blanc sur case blanche e2 · Pion blanc sur case noire f2 | Pion noir sur case blanche f7 · Roi noir sur case noire g7 · Pion noir sur case blanche g6 · Fou blanc sur case blanche c4 · Fou noir sur case noire d4 · Pion blanc sur case blanche g4 · Pion noir sur case noire h4 · Pion noir sur case noire a3 · Pion blanc sur case blanche h3 · Roi blanc sur case blanche e2 · Pion blanc sur case noire f2 | Pion noir sur case blanche f7 · Roi noir sur case noire g7 · Pion noir sur case blanche g6 · Fou blanc sur case blanche c4 · Fou noir sur case noire d4 · Pion blanc sur case blanche g4 · Pion noir sur case noire h4 · Pion noir sur case noire a3 · Pion blanc sur case blanche h3 · Roi blanc sur case blanche e2 · Pion blanc sur case noire f2 | Pion noir sur case blanche f7 · Roi noir sur case noire g7 · Pion noir sur case blanche g6 · Fou blanc sur case blanche c4 · Fou noir sur case noire d4 · Pion blanc sur case blanche g4 · Pion noir sur case noire h4 · Pion noir sur case noire a3 · Pion blanc sur case blanche h3 · Roi blanc sur case blanche e2 · Pion blanc sur case noire f2 | Pion noir sur case blanche f7 · Roi noir sur case noire g7 · Pion noir sur case blanche g6 · Fou blanc sur case blanche c4 · Fou noir sur case noire d4 · Pion blanc sur case blanche g4 · Pion noir sur case noire h4 · Pion noir sur case noire a3 · Pion blanc sur case blanche h3 · Roi blanc sur case blanche e2 · Pion blanc sur case noire f2 | Pion noir sur case blanche f7 · Roi noir sur case noire g7 · Pion noir sur case blanche g6 · Fou blanc sur case blanche c4 · Fou noir sur case noire d4 · Pion blanc sur case blanche g4 · Pion noir sur case noire h4 · Pion noir sur case noire a3 · Pion blanc sur case blanche h3 · Roi blanc sur case blanche e2 · Pion blanc sur case noire f2 | 7 |
| 6 | Pion noir sur case blanche f7 · Roi noir sur case noire g7 · Pion noir sur case blanche g6 · Fou blanc sur case blanche c4 · Fou noir sur case noire d4 · Pion blanc sur case blanche g4 · Pion noir sur case noire h4 · Pion noir sur case noire a3 · Pion blanc sur case blanche h3 · Roi blanc sur case blanche e2 · Pion blanc sur case noire f2 | Pion noir sur case blanche f7 · Roi noir sur case noire g7 · Pion noir sur case blanche g6 · Fou blanc sur case blanche c4 · Fou noir sur case noire d4 · Pion blanc sur case blanche g4 · Pion noir sur case noire h4 · Pion noir sur case noire a3 · Pion blanc sur case blanche h3 · Roi blanc sur case blanche e2 · Pion blanc sur case noire f2 | Pion noir sur case blanche f7 · Roi noir sur case noire g7 · Pion noir sur case blanche g6 · Fou blanc sur case blanche c4 · Fou noir sur case noire d4 · Pion blanc sur case blanche g4 · Pion noir sur case noire h4 · Pion noir sur case noire a3 · Pion blanc sur case blanche h3 · Roi blanc sur case blanche e2 · Pion blanc sur case noire f2 | Pion noir sur case blanche f7 · Roi noir sur case noire g7 · Pion noir sur case blanche g6 · Fou blanc sur case blanche c4 · Fou noir sur case noire d4 · Pion blanc sur case blanche g4 · Pion noir sur case noire h4 · Pion noir sur case noire a3 · Pion blanc sur case blanche h3 · Roi blanc sur case blanche e2 · Pion blanc sur case noire f2 | Pion noir sur case blanche f7 · Roi noir sur case noire g7 · Pion noir sur case blanche g6 · Fou blanc sur case blanche c4 · Fou noir sur case noire d4 · Pion blanc sur case blanche g4 · Pion noir sur case noire h4 · Pion noir sur case noire a3 · Pion blanc sur case blanche h3 · Roi blanc sur case blanche e2 · Pion blanc sur case noire f2 | Pion noir sur case blanche f7 · Roi noir sur case noire g7 · Pion noir sur case blanche g6 · Fou blanc sur case blanche c4 · Fou noir sur case noire d4 · Pion blanc sur case blanche g4 · Pion noir sur case noire h4 · Pion noir sur case noire a3 · Pion blanc sur case blanche h3 · Roi blanc sur case blanche e2 · Pion blanc sur case noire f2 | Pion noir sur case blanche f7 · Roi noir sur case noire g7 · Pion noir sur case blanche g6 · Fou blanc sur case blanche c4 · Fou noir sur case noire d4 · Pion blanc sur case blanche g4 · Pion noir sur case noire h4 · Pion noir sur case noire a3 · Pion blanc sur case blanche h3 · Roi blanc sur case blanche e2 · Pion blanc sur case noire f2 | Pion noir sur case blanche f7 · Roi noir sur case noire g7 · Pion noir sur case blanche g6 · Fou blanc sur case blanche c4 · Fou noir sur case noire d4 · Pion blanc sur case blanche g4 · Pion noir sur case noire h4 · Pion noir sur case noire a3 · Pion blanc sur case blanche h3 · Roi blanc sur case blanche e2 · Pion blanc sur case noire f2 | 6 |
| 5 | Pion noir sur case blanche f7 · Roi noir sur case noire g7 · Pion noir sur case blanche g6 · Fou blanc sur case blanche c4 · Fou noir sur case noire d4 · Pion blanc sur case blanche g4 · Pion noir sur case noire h4 · Pion noir sur case noire a3 · Pion blanc sur case blanche h3 · Roi blanc sur case blanche e2 · Pion blanc sur case noire f2 | Pion noir sur case blanche f7 · Roi noir sur case noire g7 · Pion noir sur case blanche g6 · Fou blanc sur case blanche c4 · Fou noir sur case noire d4 · Pion blanc sur case blanche g4 · Pion noir sur case noire h4 · Pion noir sur case noire a3 · Pion blanc sur case blanche h3 · Roi blanc sur case blanche e2 · Pion blanc sur case noire f2 | Pion noir sur case blanche f7 · Roi noir sur case noire g7 · Pion noir sur case blanche g6 · Fou blanc sur case blanche c4 · Fou noir sur case noire d4 · Pion blanc sur case blanche g4 · Pion noir sur case noire h4 · Pion noir sur case noire a3 · Pion blanc sur case blanche h3 · Roi blanc sur case blanche e2 · Pion blanc sur case noire f2 | Pion noir sur case blanche f7 · Roi noir sur case noire g7 · Pion noir sur case blanche g6 · Fou blanc sur case blanche c4 · Fou noir sur case noire d4 · Pion blanc sur case blanche g4 · Pion noir sur case noire h4 · Pion noir sur case noire a3 · Pion blanc sur case blanche h3 · Roi blanc sur case blanche e2 · Pion blanc sur case noire f2 | Pion noir sur case blanche f7 · Roi noir sur case noire g7 · Pion noir sur case blanche g6 · Fou blanc sur case blanche c4 · Fou noir sur case noire d4 · Pion blanc sur case blanche g4 · Pion noir sur case noire h4 · Pion noir sur case noire a3 · Pion blanc sur case blanche h3 · Roi blanc sur case blanche e2 · Pion blanc sur case noire f2 | Pion noir sur case blanche f7 · Roi noir sur case noire g7 · Pion noir sur case blanche g6 · Fou blanc sur case blanche c4 · Fou noir sur case noire d4 · Pion blanc sur case blanche g4 · Pion noir sur case noire h4 · Pion noir sur case noire a3 · Pion blanc sur case blanche h3 · Roi blanc sur case blanche e2 · Pion blanc sur case noire f2 | Pion noir sur case blanche f7 · Roi noir sur case noire g7 · Pion noir sur case blanche g6 · Fou blanc sur case blanche c4 · Fou noir sur case noire d4 · Pion blanc sur case blanche g4 · Pion noir sur case noire h4 · Pion noir sur case noire a3 · Pion blanc sur case blanche h3 · Roi blanc sur case blanche e2 · Pion blanc sur case noire f2 | Pion noir sur case blanche f7 · Roi noir sur case noire g7 · Pion noir sur case blanche g6 · Fou blanc sur case blanche c4 · Fou noir sur case noire d4 · Pion blanc sur case blanche g4 · Pion noir sur case noire h4 · Pion noir sur case noire a3 · Pion blanc sur case blanche h3 · Roi blanc sur case blanche e2 · Pion blanc sur case noire f2 | 5 |
| 4 | Pion noir sur case blanche f7 · Roi noir sur case noire g7 · Pion noir sur case blanche g6 · Fou blanc sur case blanche c4 · Fou noir sur case noire d4 · Pion blanc sur case blanche g4 · Pion noir sur case noire h4 · Pion noir sur case noire a3 · Pion blanc sur case blanche h3 · Roi blanc sur case blanche e2 · Pion blanc sur case noire f2 | Pion noir sur case blanche f7 · Roi noir sur case noire g7 · Pion noir sur case blanche g6 · Fou blanc sur case blanche c4 · Fou noir sur case noire d4 · Pion blanc sur case blanche g4 · Pion noir sur case noire h4 · Pion noir sur case noire a3 · Pion blanc sur case blanche h3 · Roi blanc sur case blanche e2 · Pion blanc sur case noire f2 | Pion noir sur case blanche f7 · Roi noir sur case noire g7 · Pion noir sur case blanche g6 · Fou blanc sur case blanche c4 · Fou noir sur case noire d4 · Pion blanc sur case blanche g4 · Pion noir sur case noire h4 · Pion noir sur case noire a3 · Pion blanc sur case blanche h3 · Roi blanc sur case blanche e2 · Pion blanc sur case noire f2 | Pion noir sur case blanche f7 · Roi noir sur case noire g7 · Pion noir sur case blanche g6 · Fou blanc sur case blanche c4 · Fou noir sur case noire d4 · Pion blanc sur case blanche g4 · Pion noir sur case noire h4 · Pion noir sur case noire a3 · Pion blanc sur case blanche h3 · Roi blanc sur case blanche e2 · Pion blanc sur case noire f2 | Pion noir sur case blanche f7 · Roi noir sur case noire g7 · Pion noir sur case blanche g6 · Fou blanc sur case blanche c4 · Fou noir sur case noire d4 · Pion blanc sur case blanche g4 · Pion noir sur case noire h4 · Pion noir sur case noire a3 · Pion blanc sur case blanche h3 · Roi blanc sur case blanche e2 · Pion blanc sur case noire f2 | Pion noir sur case blanche f7 · Roi noir sur case noire g7 · Pion noir sur case blanche g6 · Fou blanc sur case blanche c4 · Fou noir sur case noire d4 · Pion blanc sur case blanche g4 · Pion noir sur case noire h4 · Pion noir sur case noire a3 · Pion blanc sur case blanche h3 · Roi blanc sur case blanche e2 · Pion blanc sur case noire f2 | Pion noir sur case blanche f7 · Roi noir sur case noire g7 · Pion noir sur case blanche g6 · Fou blanc sur case blanche c4 · Fou noir sur case noire d4 · Pion blanc sur case blanche g4 · Pion noir sur case noire h4 · Pion noir sur case noire a3 · Pion blanc sur case blanche h3 · Roi blanc sur case blanche e2 · Pion blanc sur case noire f2 | Pion noir sur case blanche f7 · Roi noir sur case noire g7 · Pion noir sur case blanche g6 · Fou blanc sur case blanche c4 · Fou noir sur case noire d4 · Pion blanc sur case blanche g4 · Pion noir sur case noire h4 · Pion noir sur case noire a3 · Pion blanc sur case blanche h3 · Roi blanc sur case blanche e2 · Pion blanc sur case noire f2 | 4 |
| 3 | Pion noir sur case blanche f7 · Roi noir sur case noire g7 · Pion noir sur case blanche g6 · Fou blanc sur case blanche c4 · Fou noir sur case noire d4 · Pion blanc sur case blanche g4 · Pion noir sur case noire h4 · Pion noir sur case noire a3 · Pion blanc sur case blanche h3 · Roi blanc sur case blanche e2 · Pion blanc sur case noire f2 | Pion noir sur case blanche f7 · Roi noir sur case noire g7 · Pion noir sur case blanche g6 · Fou blanc sur case blanche c4 · Fou noir sur case noire d4 · Pion blanc sur case blanche g4 · Pion noir sur case noire h4 · Pion noir sur case noire a3 · Pion blanc sur case blanche h3 · Roi blanc sur case blanche e2 · Pion blanc sur case noire f2 | Pion noir sur case blanche f7 · Roi noir sur case noire g7 · Pion noir sur case blanche g6 · Fou blanc sur case blanche c4 · Fou noir sur case noire d4 · Pion blanc sur case blanche g4 · Pion noir sur case noire h4 · Pion noir sur case noire a3 · Pion blanc sur case blanche h3 · Roi blanc sur case blanche e2 · Pion blanc sur case noire f2 | Pion noir sur case blanche f7 · Roi noir sur case noire g7 · Pion noir sur case blanche g6 · Fou blanc sur case blanche c4 · Fou noir sur case noire d4 · Pion blanc sur case blanche g4 · Pion noir sur case noire h4 · Pion noir sur case noire a3 · Pion blanc sur case blanche h3 · Roi blanc sur case blanche e2 · Pion blanc sur case noire f2 | Pion noir sur case blanche f7 · Roi noir sur case noire g7 · Pion noir sur case blanche g6 · Fou blanc sur case blanche c4 · Fou noir sur case noire d4 · Pion blanc sur case blanche g4 · Pion noir sur case noire h4 · Pion noir sur case noire a3 · Pion blanc sur case blanche h3 · Roi blanc sur case blanche e2 · Pion blanc sur case noire f2 | Pion noir sur case blanche f7 · Roi noir sur case noire g7 · Pion noir sur case blanche g6 · Fou blanc sur case blanche c4 · Fou noir sur case noire d4 · Pion blanc sur case blanche g4 · Pion noir sur case noire h4 · Pion noir sur case noire a3 · Pion blanc sur case blanche h3 · Roi blanc sur case blanche e2 · Pion blanc sur case noire f2 | Pion noir sur case blanche f7 · Roi noir sur case noire g7 · Pion noir sur case blanche g6 · Fou blanc sur case blanche c4 · Fou noir sur case noire d4 · Pion blanc sur case blanche g4 · Pion noir sur case noire h4 · Pion noir sur case noire a3 · Pion blanc sur case blanche h3 · Roi blanc sur case blanche e2 · Pion blanc sur case noire f2 | Pion noir sur case blanche f7 · Roi noir sur case noire g7 · Pion noir sur case blanche g6 · Fou blanc sur case blanche c4 · Fou noir sur case noire d4 · Pion blanc sur case blanche g4 · Pion noir sur case noire h4 · Pion noir sur case noire a3 · Pion blanc sur case blanche h3 · Roi blanc sur case blanche e2 · Pion blanc sur case noire f2 | 3 |
| 2 | Pion noir sur case blanche f7 · Roi noir sur case noire g7 · Pion noir sur case blanche g6 · Fou blanc sur case blanche c4 · Fou noir sur case noire d4 · Pion blanc sur case blanche g4 · Pion noir sur case noire h4 · Pion noir sur case noire a3 · Pion blanc sur case blanche h3 · Roi blanc sur case blanche e2 · Pion blanc sur case noire f2 | Pion noir sur case blanche f7 · Roi noir sur case noire g7 · Pion noir sur case blanche g6 · Fou blanc sur case blanche c4 · Fou noir sur case noire d4 · Pion blanc sur case blanche g4 · Pion noir sur case noire h4 · Pion noir sur case noire a3 · Pion blanc sur case blanche h3 · Roi blanc sur case blanche e2 · Pion blanc sur case noire f2 | Pion noir sur case blanche f7 · Roi noir sur case noire g7 · Pion noir sur case blanche g6 · Fou blanc sur case blanche c4 · Fou noir sur case noire d4 · Pion blanc sur case blanche g4 · Pion noir sur case noire h4 · Pion noir sur case noire a3 · Pion blanc sur case blanche h3 · Roi blanc sur case blanche e2 · Pion blanc sur case noire f2 | Pion noir sur case blanche f7 · Roi noir sur case noire g7 · Pion noir sur case blanche g6 · Fou blanc sur case blanche c4 · Fou noir sur case noire d4 · Pion blanc sur case blanche g4 · Pion noir sur case noire h4 · Pion noir sur case noire a3 · Pion blanc sur case blanche h3 · Roi blanc sur case blanche e2 · Pion blanc sur case noire f2 | Pion noir sur case blanche f7 · Roi noir sur case noire g7 · Pion noir sur case blanche g6 · Fou blanc sur case blanche c4 · Fou noir sur case noire d4 · Pion blanc sur case blanche g4 · Pion noir sur case noire h4 · Pion noir sur case noire a3 · Pion blanc sur case blanche h3 · Roi blanc sur case blanche e2 · Pion blanc sur case noire f2 | Pion noir sur case blanche f7 · Roi noir sur case noire g7 · Pion noir sur case blanche g6 · Fou blanc sur case blanche c4 · Fou noir sur case noire d4 · Pion blanc sur case blanche g4 · Pion noir sur case noire h4 · Pion noir sur case noire a3 · Pion blanc sur case blanche h3 · Roi blanc sur case blanche e2 · Pion blanc sur case noire f2 | Pion noir sur case blanche f7 · Roi noir sur case noire g7 · Pion noir sur case blanche g6 · Fou blanc sur case blanche c4 · Fou noir sur case noire d4 · Pion blanc sur case blanche g4 · Pion noir sur case noire h4 · Pion noir sur case noire a3 · Pion blanc sur case blanche h3 · Roi blanc sur case blanche e2 · Pion blanc sur case noire f2 | Pion noir sur case blanche f7 · Roi noir sur case noire g7 · Pion noir sur case blanche g6 · Fou blanc sur case blanche c4 · Fou noir sur case noire d4 · Pion blanc sur case blanche g4 · Pion noir sur case noire h4 · Pion noir sur case noire a3 · Pion blanc sur case blanche h3 · Roi blanc sur case blanche e2 · Pion blanc sur case noire f2 | 2 |
| 1 | Pion noir sur case blanche f7 · Roi noir sur case noire g7 · Pion noir sur case blanche g6 · Fou blanc sur case blanche c4 · Fou noir sur case noire d4 · Pion blanc sur case blanche g4 · Pion noir sur case noire h4 · Pion noir sur case noire a3 · Pion blanc sur case blanche h3 · Roi blanc sur case blanche e2 · Pion blanc sur case noire f2 | Pion noir sur case blanche f7 · Roi noir sur case noire g7 · Pion noir sur case blanche g6 · Fou blanc sur case blanche c4 · Fou noir sur case noire d4 · Pion blanc sur case blanche g4 · Pion noir sur case noire h4 · Pion noir sur case noire a3 · Pion blanc sur case blanche h3 · Roi blanc sur case blanche e2 · Pion blanc sur case noire f2 | Pion noir sur case blanche f7 · Roi noir sur case noire g7 · Pion noir sur case blanche g6 · Fou blanc sur case blanche c4 · Fou noir sur case noire d4 · Pion blanc sur case blanche g4 · Pion noir sur case noire h4 · Pion noir sur case noire a3 · Pion blanc sur case blanche h3 · Roi blanc sur case blanche e2 · Pion blanc sur case noire f2 | Pion noir sur case blanche f7 · Roi noir sur case noire g7 · Pion noir sur case blanche g6 · Fou blanc sur case blanche c4 · Fou noir sur case noire d4 · Pion blanc sur case blanche g4 · Pion noir sur case noire h4 · Pion noir sur case noire a3 · Pion blanc sur case blanche h3 · Roi blanc sur case blanche e2 · Pion blanc sur case noire f2 | Pion noir sur case blanche f7 · Roi noir sur case noire g7 · Pion noir sur case blanche g6 · Fou blanc sur case blanche c4 · Fou noir sur case noire d4 · Pion blanc sur case blanche g4 · Pion noir sur case noire h4 · Pion noir sur case noire a3 · Pion blanc sur case blanche h3 · Roi blanc sur case blanche e2 · Pion blanc sur case noire f2 | Pion noir sur case blanche f7 · Roi noir sur case noire g7 · Pion noir sur case blanche g6 · Fou blanc sur case blanche c4 · Fou noir sur case noire d4 · Pion blanc sur case blanche g4 · Pion noir sur case noire h4 · Pion noir sur case noire a3 · Pion blanc sur case blanche h3 · Roi blanc sur case blanche e2 · Pion blanc sur case noire f2 | Pion noir sur case blanche f7 · Roi noir sur case noire g7 · Pion noir sur case blanche g6 · Fou blanc sur case blanche c4 · Fou noir sur case noire d4 · Pion blanc sur case blanche g4 · Pion noir sur case noire h4 · Pion noir sur case noire a3 · Pion blanc sur case blanche h3 · Roi blanc sur case blanche e2 · Pion blanc sur case noire f2 | Pion noir sur case blanche f7 · Roi noir sur case noire g7 · Pion noir sur case blanche g6 · Fou blanc sur case blanche c4 · Fou noir sur case noire d4 · Pion blanc sur case blanche g4 · Pion noir sur case noire h4 · Pion noir sur case noire a3 · Pion blanc sur case blanche h3 · Roi blanc sur case blanche e2 · Pion blanc sur case noire f2 | 1 |
|   | a | b | c | d | e | f | g | h |   |

Georgi Tringov - Vassily Smyslov, Reykjavik, 1974 :

1...f5 2. g4xf5 g6xf5 3. f4 Fg1 4. Rd3 Fh2 5. Re3 Rf6 6. Fa2 Re7 7. Fg8 Rd6 8. Ff7 Rc5 9. Fa2 Rb4 10. Rd4 Fxf4 11. Rd5 Fg3 12. Rd4 f4 0-1.

## Publications
Recueils de parties commentées par Smyslov
- (en) My Best Games of Chess, 1935-1957, traduction par P.H. Clarke, éd. Dover (New York), 1958.
- (en) Smyslov, Endgame Virtuoso, Everyman Chess, 1997.
- (en) Smyslov's Best Games, deux tomes, Publishing house Moravian Chess, Olomouc, 2003.